# ガンダムビルドファイターズの外伝
ガンダムビルドファイターズの外伝では、アニメ『ガンダムビルドファイターズ』 (GBF) の公式スピンオフ作品について記述する。
以下の公式外伝作品が存在する。アニメ本編では語られない登場人物の過去や外伝独自の人物、およびガンプラを描いた物語。プロモデラーによる模型作例を用いたフォトやショートストーリー、漫画で表現されるメディアミックス作品群である。

## ガンダムビルドファイターズ バトローグ
2017年5月7日に、シリーズ公式サイト更新とともに発表。『ガンダムビルドファイターズ』および『ガンダムビルドファイターズトライ』に登場した人物やガンプラを題材としたショートフィルムが月に1回のペースで配信される。

### 『バトローグ』のあらすじ
第1話「AIバトローグ」
三代目メイジン・カワグチことユウキ・タツヤと、その相棒であるアラン・アダムスは、ガンプラの操縦が不得意なビルダーにもバトルを楽しんでもらうための新システムとして、歴代「ガンダムシリーズ」に登場するキャラクターのAIデータに操縦を代行させる自動操縦システムの開発を進めていた。そのテストバトルとして、タツヤは自身の新作「バリスティックザク」にシャア・アズナブル（声 - 関俊彦）のデータを、アランは「リバーシブルガンダム」にリボンズ・アルマーク（声 - 蒼月昇）のデータを読み込ませて戦わせる。一進一退の攻防が続くなか、戦局は次第にバリスティックザクが優勢になっていく。追いつめられたアランは、AIデータをアムロ・レイ（声 - 古谷徹）のものに途中交代させ、『機動戦士ガンダム』本編さながらのライバル対決の末に相打ちに持ち込む。バトル終了後、ほかのキャラクターのAIも試してみたいと盛り上がるタツヤとアランの会話で物語は締めくくられる。
第2話「敵の秘密開発工場をたたけ!」
全世界のガンプラファンのために建設された公式ガンプラ総合施設「ガンダムベース東京」。そこでは、制限時間内に指定されたイベントを攻略するバトルアトラクション「G-クエスト」が開催されていた。アトラクション初の挑戦者として招待されたコウサカ・ユウマとサカイ・ミナトは、それぞれが製作した「ガンダムライトニングブラックウォーリア」と「ガンダムドライオンIII」で迫りくる敵ガンプラたちを蹴散らし、最終目標である「ヴァイスシナンジュ」の撃破に挑む。当初はライバル意識からいがみ合うユウマとミナトだったが、ヴァイスシナンジュの強さをまえに初めて連携し、やがて互いを認め合っていく。しかし、とどめの一撃をめぐって二人は再度争い出し、やがて時間切れでクエストは未達成となる。バトル終了後に二人が醜く罵倒しあう場面で物語は締めくくられる。
第3話「ふみなとギャン子の大冒険」
ガンプラを登場人物とした、絵本仕立てのストーリーで紡がれるエピソード。
「すーぱーふみな」と「はいぱーギャン子」は、宿敵「邪型（じゃがた）ミヤガ」の居城を目指して旅を続ける正義の戦士。その道中、2人はベアッガイとプチッガイが暮らす「ベアベア村」にたどり着くが、住人の1人である「チナッガイ」によると、村に住むベアッガイたち全員が何者かに拉致されたという。その元凶は、ベアッガイの余剰パーツであるアッガイの頭部パーツが、ガンプラとして完成させてもらえなかった怨念を募らせて作り上げた集合体だった。2人は「こまんどふみな」と「リック・ド・ギャン子」に強化変身して怨念たちに挑むが、なおも苦戦を強いられる。しかし、プチッガイとチナッガイの応援を受けてパワーアップした「ういにんぐふみな」は、その力で怨念たちをリサイクル材料に還元して倒し、静岡県のガンプラ工場へと送り返す。こうしてベアベア村に平和が戻り、2人は再びミヤガの居城を目指す。
第4話「俺たちの戦争」
『機動戦士ガンダム00』の作中世界という想定で展開される、レナート三兄弟のバトル模様を描いたエピソード。
マリオ・レナート操る「ストライカージンクス」1機と、弟のフリオ、セリオが操る「ジンクスIV」2機で構成されたレナート小隊は、敵対する私設武装組織の基地を捜索すべくジャングル地帯に派遣される。やがて移動中の敵の輸送コンテナを捕捉するも、そこに格納されていた「ケルディムガンダムサーガ」の攻撃を受ける。レナート小隊は苦戦しつつもこれを退け、目的の敵基地を発見するが、そこに光学迷彩を解いた1/60スケールのPG（パーフェクトグレード）「ガンダムエクシア」が立ちはだかる。敵の巨体を活かした猛攻に追いつめられるレナート小隊だが、マリオの奇策を用いた決死のトランザム攻撃でこれを撃破する。バトル終了後、勝利に喜ぶレナート兄弟たちのまえに、ケルディムとエクシアを操っていた三代目メイジン・カワグチことユウキ・タツヤが現れる。スケール違いのガンプラでバトルの世界観を壊されたと怒ったレナート兄弟が、「俺たちの戦争を返せ」とタツヤに抗議するところで物語は締めくくられる。
第5話「ガンプラは最高だ!」
三代目メイジン・カワグチことユウキ・タツヤは、翌週に控えたヨーロッパ遠征のまえにイオリ・セイの実家であるイオリ模型店を訪れる。その目的は、ヤサカ・マオから伝え聞いたセイの新型機「ビルドストライクギャラクシーコスモス」を、自身が遠征用に製作した「A-Zガンダム」と対戦させるためだった。その申し出を快諾したセイは、店内奥のバトルルームでタツヤとのバトルを開始する。対等な戦いを望むタツヤはあえてA-Zガンダムの機体特性をセイにさらし、対するセイもこれに全力で応える。次第にバトルはタツヤが有利となるも、セイは最後まであきらめず食らいつき、運にも助けられて引き分けに持ち込む。終了後、セイは限りなく自分の負けに近い引き分けと実質的敗北を認めるが、タツヤはそれも勝負というものだとセイの健闘をたたえる。

### 『バトローグ』の登場人物
第3話に登場するすーぱーふみな、はいぱーギャン子、チナッガイについては、後述の登場ガンプラの節を参照。
三代目メイジン・カワグチ（ユウキ・タツヤ）
声 - 佐藤拓也
第一作と『GBF-T』両方の登場人物で、第2・第3話以外の全編に登場。ガンプラ界の象徴である「カワグチ」の名を継いだ青年。ガンプラへの熱い思いと闘争心をもち、テレビ本編や後述の外伝シリーズでも数々の名勝負を繰り広げる。
アラン・アダムス
声 - 木村昴
第一作と『GBF-T』両方の登場人物で、第1話にて第一作の姿で登場。タツヤのガンプラ塾時代からの友人で相棒的存在。自身がバトルを行わないビルダー専門という着眼点から、AI制御によるガンプラバトルを考案する。
コウサカ・ユウマ
声 - 内田雄馬
『GBF-T』からの登場人物（第一作でもわずかに登場する）で、第2話に登場。聖鳳学園ガンプラバトル部チーム「トライファイターズ」のメンバーで、高い射撃技術と東日本一と評されるほどのビルダー能力をもつ。
サカイ・ミナト
声 - 興津和幸
『GBF-T』からの登場人物で、第2話に登場。ガンプラ心形流の門下生で、ユウマと並び称される西日本一の大阪人ビルダー。ユウマとは犬猿の仲だが、ライバルとして互いの力量を認め合っている。
レナート兄弟（マリオ、フリオ、セリオ）
声 - うえだゆうじ
第一作からの登場人物で、第4話に登場。ガンプラバトル世界大会のアルゼンチン代表であるマリオとフリオの双子に加え、8歳下の三男「セリオ」が初登場する。兄二人は世界大会で因縁のあるタツヤに敵対的だが、セリオだけは初めて対面するタツヤを「本物だ」とよろこぶ場面がある。
イオリ・セイ
声 - 小松未可子
第一作の主人公で、最終第5話に登場。聖鳳学園中等部の生徒で、第7回世界大会優勝コンビのひとり。相棒であるレイジとの勝負の約束を果たすべく研鑽を積み、タツヤと対等に戦えるまでに成長する。

### 『バトローグ』の登場ガンプラ

#### 第1話登場
MS-06BR バリスティックザク
三代目メイジンカワグチ（ユウキ・タツヤ）がザクアメイジングの後継機として製作した「HG ORIGIN シャア専用ザクII」の改造機。外見は通常のザクIIとほぼ同じだが、メイジンとしての技巧を極限まで活かした作り込みがなされている。
武装は、腰背部に懸架される折り畳み式の「ダブルビームトマホーク」、左背に懸架される大型ビームライフル、右肩シールドのポッドに内蔵されるファンネル3基。左肩のスパイクアーマーは、拳に取り付けることでナックルガードとしても使用可能。
バトルシステムの自動操縦モードのテストでは、シャア・アズナブルの疑似人格AI（声 - 関俊彦）を選択した状態でリバーシブルガンダムと対戦する。
CB-9696G/C/T リバーシブルガンダム
アラン・アダムスが使用する「HG リボーンズガンダム」の改造機。「ガンダムモード」と「キャノンモード」に加え、外伝作品に登場する「リボーンズガンダム オリジン」を参考にした「タンクモード」への変形機構を備えた万能機として製作されている。本来のタンクモードは遠距離戦用だが、本機の場合はこの形態でも接近戦に対応できるよう設計されている。
武装は原典機と同じ大型GNビームサーベル2基とエグナーウィップ2基に加え、キャノン/タンク時の主砲とGNフィンファングを兼ねた「GNバスターキャノン」2門、キャノン/タンク時に格闘用の「GNドラゴンクロー」に変形する両腕の「GNバトルシールド」2基、シールドに収納される連射・精密射撃用の「GNハンドガン」2挺。
バトルシステムの自動操縦モードのテストでは、リボンズ・アルマークの疑似人格AI（声 - 蒼月昇）を選択した状態でバリスティックザクと対戦。バリスティックザクが優勢になると、アムロ・レイの疑似人格（声 - 古谷徹）に途中交代してバトルを続行し、相打ちとなる。

#### 第2話登場
PF-73-3BL ガンダムライトニングブラックウォーリア
タツヤのアメイジングレッドウォーリアを操縦した経験をもとに、コウサカ・ユウマが自身の技術で再現した機体。機体色が黒に変更されているが、これはミナトのドライオンIIIに対抗したものとされる。完成度ではオリジナルのレッドウォーリアにおよばないものの、ユウマが得意とする遠距離射撃能力を強化することで、よりあつかいやすい機体に仕上がっている。独自の武装として、ロングライフル（ビームライフル甲、乙）の先端部に折りたたみ式のネオライフルを追加した「ロングメガランチャー」を装備。最大出力での砲撃は「ブラックハイバースト」と呼称される。
煌黒機動 ガンダムドライオンIII（こうこくきどう ガンダムドライオンドライ）
サカイ・ミナトが見た夢に現れた「悪い奴らに盗まれたガンダムトライオン3の設計図をもとに作られ、トライオン3の敵として現れるが、改心して最終的にはトライオン3を守るために自爆した」という機体をもとに製作したもの。機体色が黒と金に変更され、頭部アンテナも独自の形状となっている。分離後の各メカや各武装はトライオン3と共通だが、名称の頭に「ブラック」が追加されている。必殺技は「煌黒の超咆剣ハイパーミノフスキー・ドライザン」。操縦系統もトライオン3から変更されており、合体・分離状態を問わずファイターひとりでの操作が可能となっている。完成当初の頭部ツインアイの色は黄色だが、「ミナトのブラックウォーリアとペアルックみたいでサブイボが出る」という理由から青に変更されている。
初出は『ガンダムトライエイジ』。
DM-01 リクドライオン
リクトライオンに相当する陸戦型ドライマシン。武装は、噛みつき攻撃用の牙「サベージファング」、前足の鋭い爪「ランドクロー」、たてがみ部分のスリットに内蔵された「ウィスカーバルカン」2門、ドライオン3のブラックダブルキャノネードを兼ねる背部の「ツインキャノン」。
DM-02 ウミドライオン
ウミトライオンに相当する海戦型ドライマシン。武装は、機体前面から発射される円盤状ビーム「サークルウェイブ」、ドライオン3のブラックヒートウィングを兼ねる両端の鋭いヒレ「マリンブレード」、打撃武器として使用される尻尾「オーシャンウィップ」。
DM-03 ソラドライオン
ソラトライオンに相当する空戦型ドライマシン。武装は、口から発射される破壊光線「ビークショッカー」、鋭い両足の爪で敵を圧壊する「スカイグラップル」、両側のビームウイングを広域に射出する「フェザーストーム」。
MSN-06S[W] ヴァイスシナンジュ
「G-クエスト」の最終目標として登場する「HGUC シナンジュ」の改造機。「ヴァイス」（ドイツ語の白）の名のとおりに機体色が白基調となり、エングレービングの金色もピンクに変更されている。
彗星のごとく戦場を駆け抜ける原典機に対し、こちらは一所にとどまる暁星のごとく敵を迎撃する近接戦闘型として調整されている。ただし、原典機の高機動性も健在であり、防御を行わずにすべての攻撃を回避する戦術を取ることもできる。さらに、本機を含むG-クエストの敵機たちは、世界級ファイターのデータを組み込んだAIによって制御されているため、クエスト攻略を困難なものにしている。
原典機のビームライフルとシールドに替わる武装として、複数の形態に組み換え可能な「モーントシュヴェールト（月の剣）」を装備。二振りの剣に分割した形態を「ハルプムントフォーム（半月形態）」、剣と盾に分割した形態を「フォルモーントフォーム（満月形態）」と呼称する。クエストではユウマのブラックウォーリアとミナトのドライオンIIIを同時に圧倒する強さを見せるが、二人の連携攻撃のまえに撃破寸前まで追い込まれる。
RMS-154[W] ヴァイスバーザム
「G-クエスト」の敵基地守備隊に配備された「HGUC バーザム」の改造機。ガンダムMk-II（エゥーゴ仕様）を意識した白基調に塗装されているが、形状や武装面での変更はない。
MS-09R[W] ヴァイスリック・ドム
敵基地守備隊の第2陣として配備された「HGUC ドム / リック・ドム」の改造機。色以外は改造前と同じ。
NRX-044[W] ヴァイスアッシマー
敵基地の最終防衛ラインに配備された「HGUC アッシマー」の改造機。同じく色以外は改装前と同じ。

#### 第3話登場
SF-01 すーぱーふみな
声 - 牧野由依
『GBF-T』最終話のガンプラビルダーズ・コンテスト「メイジン杯」にて、ミナトが出品するホシノ・フミナモデルのMS少女的ガンプラ。
第3話劇中では、邪型ミヤガ打倒のために旅する正義の戦士という設定で登場。
「すーぱーふみな」の項を参照。
CF-02C こまんどふみな
声 - 牧野由依
ミナトが上京中に見たアクション映画に触発されて製作した、ういにんぐふみなのバリエーション機。第3話劇中では、すーぱーふみなが「HG・デュアル・トランザム」の力を借りて変身（フォームチェンジ）した姿とされる。
水着姿の素体（フレームふみな）に、コマンドガンダムを模した強化装甲（コスチュームアーマー）を装着するという構造を採用しており、ほかのふみな系列よりも防御力が強化されている。取り外した各装甲はコマンドガンダムを模したサポートマシン「SDこまんどがんだむ」への合体機能をもち、フレームふみなとの高度な連携運用が可能。頭部のカチューシャ部分には、暗視などの多機能を備えた「ターゲットゴーグル」が装着されている。武装は両腕に装着された2連装ビームライフル、背部からの肩越しと手持ちの両方で使用可能なロケット砲「CFへヴィロケット」、携行火器のレーザーマシンガン、バックパック両脇のフレキシブルアームで支持される「タフネスシールド」2枚。
WF-01 ういにんぐふみな
声 - 牧野由依
ミナトがスターウイニングの要素を取り入れて製作した、すーぱーふみなの後継機。すーぱーふみなよりバトルを重視した造りながらも、見た目の可愛らしさもさらに高められている。すーぱーふみなと違ってフミナ本人から製作の許可を得ているが、ミナトは「スターウイニングのコンセプトを借りる」ということしか伝えていなかったため、結局は無許可である。第3話劇中では、プチッガイたちの協力を受けたこまんどふみなが「ガンプラ・リ・インカーネーション」でパワーアップした姿とされる。
各部の強化装甲は、スターウイニングを模したサポートマシン「SDすたーういにんぐがんだむ」としても運用可能。分離後のすたーういにんぐは本体からの指示で行動するが、疑似人格AIによってある程度の自己判断能力を有している。ただし、AIにはフミナ本人の性格が反映されているため、操縦者のミナトに反抗することもある。ミナトは本機を操縦する際に、ボイスチェンジャーで自身の声色を変えてフミナ本人になりきっている。
武装もオリジナルのスターウイニングを踏襲しているが、ビームマシンガンは2基のスタークロスを組み合わせた大型剣「スターバスターソード」への合体機能が追加されている。必殺技のういにんぐびーむ（ウイニングビーム）は、2機に分離しての同時発射も可能となっている。
HG-01 はいぱーギャン子
声 - 広橋涼
サザキ・タテオがミナトに師事して製作した、サザキ・カオルコ（ギャン子）モデルのMS少女的ガンプラ。タテオの高い技術と姉・ギャン子への深い敬愛が込められた逸品で、指導したミナトが危機感を覚えるほどの完成度をもつ。すーぱーふみな系列を製作したミナトにならい、ギャン子本人には無許可で製作された。第3話劇中では、すーぱーふみなとともに旅をする仲間という設定。
ギャンの意匠をもつメイド服姿で造形されており、接近して相手をたたみかけるバトルスタイルを得意とする。このスタイルは、タテオがギャン子から叱られたときの実体験がもとになっている
武装はギャンと同型のビームサーベルと、バックパック両脇のロングシールドアームに支持されるミサイルシールド2基。シールドは長兄・ススムにねだって譲ってもらったもので、ビーム発生器やワイヤーによる回転射出機構が内蔵されている。
HG-02R リックドギャン子
声 - 広橋涼
タテオがリック・ドムの意匠を取り入れて製作した、はいぱーギャン子のバリエーション機。タテオが初めてギャン以外の機体をモチーフにしたことで、サザキ家では緊急家族会議が開かれるほどの衝撃が走った。第3話劇中では、はいぱーギャン子がHG・デュアル・トランザムで変身した姿とされる。
本来のリック・ドムは宇宙用だが、こちらは地上型ドムの特性も取り入れられている。頭頂部に取り付けられたドムキャップは、装飾以外にも索敵用センサーとしての機能性も考慮した設計となっている。
武装は、バックパック右側のロングバズアームに接続されたビームバズーカ、左側のアームに接続されたジャイアントバズ、背部中央に懸架されたヒートサーベル、左胸先端に配置された拡散ビーム砲。アームに接続された武装は取り外して使用することも可能。
チナッガイ
声 - 石川由依
聖鳳学園のとある部室に展示されている、コウサカ・チナモデルのMS少女的ガンプラ。第3話劇中では、ベアッガイとプチッガイたちが住む「ベアベア村」の住人として登場。メイド服姿のチナに、ベアッガイIIIを模した頭部と腕部を装着した着ぐるみのような作品。被りものの下のカチューシャは、本物のチナが身に付けているものと同じタイプと、クマ耳のベアッガイタイプを選択して装着できる。

#### 第4話登場
GNX-611T/G ストライカージンクス
マリオ・レナートが使用する「HG アドヴァンスドジンクス」の改造機。「ジンクスIV開発時の地上戦データを収集するためのテスト機」というビルダー設定が反映されており、後述のジンクスIV2機とともに故事成語の「天地人」をテーマとした3機一組の戦術論をもとに製作された。
「地上戦では機動性よりも防御性能が重要」というマリオの戦術予測にもとづき、ミリタリー要素の強いフルアーマー風の増加装甲が配置されている。頭部はデータ収集用の各種センサーや粒子制御用のクラビカルアンテナを内蔵した大型のフェイスガードで覆われ、背部には「ジンクスIVの増加粒子タンクのプロトタイプ」というビルダー設定が反映された、高機動GNバーニアと増加粒子タンク、各オプションを保持・使用するための一対のサブアームを備えた大型バックパックが装着されている。これらの装備は破損などによるデッドウェイト化を避けるため、任意での排除も可能となっている。ジンクスIVとともにコクピットハッチの開閉やシートの内装、パイロットのフィギュアまで精密に作り込まれており、フィギュアは機体を降りて単独行動したり、ファイターの台詞に合わせて口元が若干可動する。
武装は、純正品のGNビームライフルにバレルやグリップ、銃剣型ビームサーベルを追加した長大なビーム砲「GNスマートガン」、粒子攪乱用の煙幕弾を射出する右肩の「GNディスチャージャー」3基、バックパックのサブアームに装備された「GNディフェンスロッド」2基、純正品のGNビームサーベル2基。
GNX-803T ジンクスIV TYPE.GBF（ジンクス・フォー タイプ ジービーエフ）
フリオ・レナートとセリオ・レナートが使用する「HG ジンクス」の改造機。『劇場版 機動戦士ガンダム00』に登場するジンクスIVと同一仕様だが、地上配備型というビルダー設定を反映した森林迷彩塗装が施されている。フリオ機はGNロングバレルライフルとGNバスターソード、セリオ機はGNショートバレルライフルとGNシールドを主武装とする。
GN-006/SA ケルディムガンダムサーガ TYPE.GBF
タツヤがレナート三兄弟とのバトルで使用する「HG ケルディムガンダム」の改造機。外伝作品の『機動戦士ガンダム00V』に登場するサーガ仕様をそのまま再現しているが、機体色は都市迷彩を意識したグレー基調に変更されている。
GN-001 ガンダムエクシア
タツヤがケルディムサーガに次いで投入するガンプラ。外見は通常のエクシアだが、1/60スケールのPGモデルとなっており、電飾による各部の発光ギミックも再現されている。パイロットの刹那・F・セイエイのフィギュアも精密に作り込まれている。

#### 第5話登場
amazon.co.jp A-Zガンダム（エーゼットガンダム）
タツヤが海外遠征用に製作した「HGUC Ζガンダム(GUNPLA EVOLUTION PROJECT)」の改造機。「A-Z」は「from A to Z」に由来する。
火力と推進力が極限まで強化され、ヤジマ商事製の新型粒子対応塗料をはじめとする最新技術が導入されている。背部のフライングアーマーは独特の形状をもつフライングブースターへと強化され、ウェイブライダー形態時は双胴機のようなシルエットを形成する。
武装は、2挺に分離可能でウェイブライダー形態の双機首も兼ねる連装式ハイパーメガランチャー「ツインハイパーメガランチャー」、粒子対応塗料による鏡面加工を施した小型シールドに大型ビームサーベルを組み合わせた左腕の「A-Zビームサーベルシールド」、通常のビームサーベル2基。分離後のツインハイパーメガランチャーは、MS・ウェイブライダー両形態のフライングブースター先端に接続することが可能で、この状態では最大出力の長距離射撃モード「プライムキャノンモード」となる。A-Zビームサーベルシールドは、ウェイブライダー形態時の突撃用衝角としても機能する。
GAT-X105B/GC ビルドストライクギャラクシーコスモス
イオリ・セイが使用するビルドストライクコスモスの改良機。セイが磨き上げてきた技術を投じたビルドストライクの最終進化形であり、最大の特長であるRGシステムとスターシステムの完成度もさらに高められている。両システムの同時発動も可能で、短時間ながらも機体性能を極限まで引き出すことができる。胸部中央と両肩先端、両すね側面には、最大出力時に展開する粒子制御用のクリスタル・パーツが追加され、背部には可変式の粒子制御翼をもつ「ギャラクシーブースター」を装着している。通常時の翼は星形に5枚配置されているが、最大出力時は12枚に分割され、広範囲の粒子制御が可能となる。
武装は初期のビルドストライクから引き継がれた銃身可変式ビームライフル、両腰のビームサーベル2基、頭部左右のバルカン砲計4門に加え、スターシステムを防御に転用した新開発の「コスモシールド」を装備する。

### 主題歌
エンディングテーマ「Chase Me」
作詞 - Kanata Okajima、Becky Jerams / 作曲 - Kanata Okajima、Becky Jerams、Keir MacKenzie、Keir MacCulloch / 編曲 - COMMANDS / 歌 - FAKY

### 各話リスト
| 話数 | サブタイトル             | 絵コンテ | 演出     | 作画監督              | 作画監督     | 配信日        |
| 話数 | サブタイトル             | 絵コンテ | 演出     | キャラクター          | メカニック   | 配信日        |
| ---- | ------------------------ | -------- | -------- | --------------------- | ------------ | ------------- |
| 01   | AIバトローグ             | 大張正己 | 大張正己 | 千葉道徳              | 久壽米木信弥 | 2017年 8月4日 |
| 02   | 敵の秘密開発工場をたたけ | 大張正己 | 大張正己 | 松川哲也              | 宇田早輝子   | 9月8日        |
| 03   | ふみなとギャン子の大冒険 | 内藤明吾 | 大張正己 | 戸井田珠里 別所ゆうき | 久壽米木信弥 | 10月6日       |
| 04   | 俺たちの戦争             | 西澤晋   | 大張正己 | 千葉道徳              | 宇田早輝子   | 11月3日       |
| 05   | ガンプラは最高だ!        | 大張正己 | 大張正己 | 松川哲也              | 有澤寛       | 12月8日       |

### 配信局
| 配信期間       | 配信時間   | 配信サイト                                                                                          |
| -------------- | ---------- | --------------------------------------------------------------------------------------------------- |
| 2017年8月4日 - | 不定期更新 | Amazonプライム・ビデオ ガンダムファンクラブ バンダイチャンネル 作品公式サイト バンダイ ホビーサイト |

## ガンダムビルドファイターズ炎
『月刊ホビージャパン』 (HJ) 創刊45周年記念企画として連載。シナリオ・構成はスタジオオルフェの千葉智宏、登場人物の挿絵イラストは山岸正和が担当。メカニックデザインは阿久津潤一が所属する「アストレイズ」が担当。とある理由でガンプラ製作から離れていた1人の高校生、コウエン・ユウセイを中心に展開されるオリジナルストーリー。

### 『GBF-炎』の登場人物
コウエン・ユウセイ（紅炎 勇星）
主人公。清炎学園に通う高校1年生。普段は無愛想だが、心に熱い闘志を秘めた少年。顔立ちは二枚目の部類に属するが、表情作りが苦手なうえ、無自覚に挑発めいた言動を取るため、周囲からはあらぬ誤解を受けトラブルになることが多い。
中学校まではガンプラバトルに熱中しており、その高い操縦技術と実家の蔵に保管されていた大量のカレトヴルッフを活かして連戦連勝を重ねていた。それゆえ、チームバトルでも味方を退がらせて自分だけで戦うというスタンドプレーに走り、勝利しつつも無意識にバトルをする楽しみを仲間から奪っていた。のちに敗北した際にそのことに気付かされ、これまでの自身の行いを恥じてバトルから身を引いた。
高校入学後、同級生のイコとの出会いをきっかけに「ガンプラ部」に入部させられ、「ガンプラビルダーズワールドカップ」への出場を目指すべくガンプラ製作を再開する。
7年後の『GBT-炎T』では母校の美術教師となり、ガンプラ部の落ちこぼれ集団である第4グループの顧問を務めている。フジガンプラフェスティバル決勝戦で使用したウイングゼロ炎にちなみ、「ゼロ炎のユウセイ」として名を馳せている。実年齢は25歳だが、サングラスと着古した衣服からそれ以上に老けた風貌をしている。その姿を見たツバサからは幻滅され侮られるが、往年の実力と鋭い眼光は今も健在。
ナルミ・イコ（鳴海 イコ）
ユウセイの同級生で、ポニーテールがトレードマークの元気な少女。勘違いからユウセイを強引に誘って一緒にガンプラ部に入部し、結果的に彼のガンプラ復帰のきっかけを作る。羞恥心から友人にはガンプラ好きであることを隠しているが、すでに知られていることには気づいていない。
マスオ
ユウセイたちの高校の美術教師で、ガンプラ部顧問。過去に大きな大会での優勝経験を持つ一流ファイターで、現在もユウセイやイコを同時に圧倒するほどの実力を有する。ユウセイからは「イコと同じく人の話を聞かない」と評される。名前やキャラクターのモデルは、HJ専属のプロモデラーであるセイラ・マスオ本人。
ソガ・ショウタ（蘇我 勝太）
ユウセイたちとは別の高校の生徒で、同校のガンプラ部のエース。長身で無表情。製作した改造機には「SSカスタム」と名付けているが、これは自身のイニシャルではなく、「スペシャル・スコードロン」（特殊中隊所属機仕様）の略である。テレビ本編にて、イオリ模型の顧客の一人として名前のみ登場する。
『GBF-炎T』では陣風学園の教師となり、同校の模型部チーム「レイジングウインド」の顧問兼監督を務めている。
マツシタ・トシカツ
ユウセイの通う高校の2年生で、剣道部員。ガンプラバトルにおいても剣を使用した接近戦を得意とする。多分に誤解が加えられたユウセイの噂を聞きつけ、成敗しようとガンプラバトルを挑む。しかし、バトル中にユウセイの真摯さと自分の誤解を認識し、改めて純粋なファイターとしての正々堂々としたバトルを行う。
ワイユー
正月の神社で開催された「新春ガンプラバトル」の参加ファイターの一人。下品な笑い声が特徴の傲慢な男。メガサイズモデル改造のコマンドガンダムでほかの参加ガンプラたちを次々に破壊していたが、ルール内とはいえその無粋なやり方に怒ったユウセイ、イコ、ショウタの連携の前に敗れる。
謎の男マスタージャパン
本名および素性は不明。『機動武闘伝Gガンダム』の登場人物「東方不敗マスター・アジア」が髭を剃ったような風貌を持つ男。性格も東方不敗そのままの熱血ぶりで、ユウセイを赤子あつかいするほどの操縦技術を持つ。なお、HJガンプラバトル大会後にユウセイの前に現れる「模型誌ホビージャパン付録担当編集者」はどう見てもマスタージャパンだが、このときは常識的かつ丁寧な物腰で振る舞う。
『GBT-炎T』でも健在であり、ユウセイの依頼を受けてツバサを鍛え上げる。
ムカサ・カツヒロ
HJガンプラバトル大会決勝でのユウセイの対戦相手。高い防御力を活かしたバトルスタイルから、「鉄壁のムカサ」の異名を持つ。数々の大会で優勝経験を持ち、ユウセイと対戦する前の準決勝ではショウタを下す。決勝終盤で逆転勝利の好機を作るものの、ユウセイの戦いぶりに敬意を表し、自ら敗北を認める。
クサカ・ハルカ
ショウタと同じ高校に通う生徒で、プロ級のサッカー技術の持ち主。ショウタからは「並み」と評価されているが、作品を見たユウセイが感心するほどビルダーとしての実力も高い。イコに好意を抱いており、その傍らにいるユウセイを勝手に恋敵と認識している。
JUN美（ジュンみ）
イコの後輩。ガンプラバトル部員ではないが、大会でイコと競り合うほどの一流女性ファイター。

### 『GBF-炎』の登場ガンプラ
MSZ-006 Ζガンダム炎（ゼータガンダムほのお）
ガンプラ製作復帰後にユウセイが製作した、「HGUC Ζガンダム」の改造機。その名のとおり、ユウセイの闘気を具現化した真っ赤なカラーリングが特徴。関節の可動範囲向上や、キットにはない差し替えなしの完全変形機能が再現されている。「HG ガンダムアストレイレッドフレーム フライトユニット装備」用の拡張パーツとして『HJ』本誌に付属していた武装「カレトヴルッフ」を主武装とする。『GBF-炎』の世界では「幻のガンプラ」と称されるほどの希少品であるカレトヴルッフだが、ユウセイの自宅の倉庫に大量保管されていた。
MSZ-006H ハイパーΖガンダム炎
Ζ炎の発展機。頭部に強化センサーを内蔵したという設定のオリジナルヘッドギアを装備。背部中央のスタビレータは、ストライカーパックの概念を取り入れた「マルチプルマウントトラック」に交換可能なように改造されている。「HG シラヌイアカツキガンダム」のから流用した「シラヌイパック炎」を基本に、さまざまな装備を選択使用する。また、パックを装着した状態での変形も可能。基本武装のカレトヴルッフは、新たに製作した射撃武装3種を組み合わせた「カレトヴルッフ炎」に進化している。
のちにショウタとの再戦に備えて、装甲や関節などのパーツを強化・換装した重装版に改造される。最大の特徴は、機体の駆動熱をプラフスキー粒子を媒介として強制排出する冷却装置「炎システム」で、関節からプラフスキー粒子が炎のごとく激しく吹き出すことからそう命名された。システム発動中は通常時の関節強度を超えた超高速運動が可能となるが、負荷自体を完全に相殺することはできず、終了後のバトル続行はほぼ不可能となる。この欠点から重装版は使いどころが難しく、通常はノーマル状態での運用が主となる。

ZGNF-X42SCV デスティニーガンダム炎
ユウセイがΖ炎に次いで完成させた「HG デスティニーガンダム」の改造機。カラーリングはΖ炎と同じく赤を基調としているが、射撃や対多戦に適したΖ炎とは対照的に、こちらは1対1での格闘戦を重視している。右背のアロンダイトビームソードは、カレトヴルッフ炎のビルドナイフを追加した「アロンダイト炎」に進化し、同じく左背の長射程ビーム砲も、カレトヴルッフ炎のガトリングガン炎、ビルドトーチ、グレネードランチャー炎を追加することで制圧能力を高めている。完成当初は未搭載だったが、Ζ炎と同じ炎システムの使用も可能。
XXXG-00W0CV ウイングガンダムゼロ炎
「フジガンプラバトル大会」決勝戦でユウセイが投入する「HGAC ウイングガンダムゼロ」の改造機。Ζ炎とデスティニー炎で得た経験と技術のすべてを投じた、ユウセイの総決算と呼べる作品。これまでの機体と同じく赤を基調としたカラーリングで、「燃え上がる炎」をイメージした大規模改修を行っている。機体の耐久性は若干の向上にとどめられているが、そのぶん機動性と攻撃力を徹底的に強化している。炎システムは、各部に配置されたクリアパーツ「炎クリスタル」によって、冷却およびエネルギー充填効率を高めた「ハイパー炎システム」へと進化。システム発動時の限界稼動時間は約1分間に延長されているが、機体への負荷を考慮しなければ最大3分間の発動が可能。ネオバードモードへの変形機構も健在で、火の鳥を思わせる姿から「ネオバード炎モード」と呼ばれる。
背部ウイングには、カレトヴルッフの機能をあえて斬撃のみに絞った「ハイパーカレトヴルッフ」を2振り装備。刀身から発する炎の衝撃波で離れた敵を攻撃できるほか、柄を引き抜くことで大型ビームサーベルとしても使用できる。ネオバードモードの機首を兼ねる「ウイングシールド炎」は、中央に炎クリスタルを埋め込んだ独自の形状を持つ。原典機と共通の武装として、ツインバスターライフル1挺、ウイングシールド炎の裏面にビームサーベル1基を装備する。従来のカレトヴルッフおよびカレトヴルッフ炎も使用可能。
必殺技は、ハイパー炎システム発動状態で放つ怒涛の連続斬撃「天地雷鳴 真・炎王斬刃」、ネオバード炎モードで炎を纏いながら突撃する「天地雷鳴 炎神翔斬」。
続編『GBF-炎T』でも常に改良され続けており、細部形状も変更されている。のちにユウセイから従妹のユウカに託され、彼女の製作した新武装「ツインバスターライフルフレア」を追加装備する。
GN-001/hs-A01 ガンダム アヴァランチエクシア
マツシタ・トシカツが使用する「HG ガンダム アヴァランチエクシアダッシュ」の改造機。外見は脚部のダッシュユニットが撤去されている以外はほぼキットのまま。パーツ裏を削り込むことで徹底的な軽量化が図られているが、その代償として防御力が極端に低下している。『HJ』の雑誌付録キットである「HG ダブルオークアンタ」用の「GNソードIVフルセイバー」を装備し、これですべての攻撃を受ける戦法によって本体の防御力の低さをカバーしている。
MS-07B-3SS グフSSカスタム
ソガ・ショウタの使用する「HGUC グフ・カスタム」の改造機。バックパックと脚部のスラスターが追加および大型化され、グフでありながら宇宙戦闘にも適応可能な機動性を持つ。武装はキット付属のものに加え、市販の武器セット「システムウェポン004」の大型ヒート剣を装備する。カラーリングはダークグレーを基調としている。
GNW-001SS ガンダムスローネトリニティSSカスタム
ショウタがユウセイとの決着をつけるべく製作した「HG ガンダムスローネアイン」の改造機。兄弟機の「スローネツヴァイ」からGNバスターソードとGNファングコンテナ、「スローネドライ」からGN粒子散布ユニットを移植することで、あらゆる戦場に適応可能な「パーフェクトスローネ」と呼べる機体に仕上がっている。
EMS-05IKO ピンクアッグ
ナルミ・イコが男女混合ガンプラバトル大会用に製作したアッグの改造機。144分の1スケールキットの胴体に100分の1スケールキットの手足を移植し、内部に「HGUC ゾゴック」のパーツを使用することで最新キットに引けを取らない可動範囲を得ている。機体名のとおり、塗装色はピンクを基調とする。モノアイには小型液晶が使用されており、ベアッガイIIIのような表情付けを可能としている。両腕はゾゴックのマニピュレーターに変更され、本来の装備であるドリルは手持ちオプションの一つとなっている。背部にもハードポイントが増設され、さまざまな火器を選択して装備する。
武者頑駄無（むしゃガンダム）
ユウセイが男女混合ガンプラバトル大会でイコと組むために製作した機体。「LEGEND BB 武者頑駄無」をベースに、カレトヴルッフや蔵から見つけた武器で重武装化している。
RMS-014 オクト・エイプ
男女混合ガンプラバトル大会でユウセイたちと対戦する、チョーイ姉弟の姉が使用する機体。外見は『機動新世紀ガンダムX』劇中でのオクト・エイプそのもの。
MSM-08-ONI 鬼ゾゴック
チョーイ姉弟の弟が使用する「HGUC ゾゴック」の改造機。その名のとおり、鬼のような頭頂部の一本角や、胴体と膝に追加された牙状のパーツが特徴。胴体には強力なメガ粒子砲が内蔵されている。角は中央で割れてブーメラン状の武器となるほか、メガ粒子砲発射時にモノアイを保護するフェイスガードとなる。
SDV-04 コマンドガンダム
ワイユーが「メガサイズモデル ガンダムAGE-1ノーマル」を素体に製作した機体。外装や武装はほとんどスクラッチパーツで構成されており、40センチメートル近い全高にふさわしいパワーと火力を有する。さらに表面に施されたクリアーコートにより、ビーム攻撃をすべて無効化する。
GF13-017NJIIVXS ゴッドガンダム極（ゴッドガンダムきわみ）
マスタージャパンが使用する「HGFC ゴッドガンダム」の改造機。両肩に「HGFC シャイニングガンダム」のパーツを使用するなど、鎧武者のような無骨な形状になっている。格闘型の機体でありながら射撃戦にも対応しており、コアランダーに2門の大型ビーム砲「ゴッドキャノン」と、2振りのカレトヴルッフを装備している。必殺技は右拳から放たれる「バーニングフィンガー」、左拳から放たれる「シャイニングフィンガー」、足裏にカレトヴルッフを装着して放つ飛び蹴り「輝震爆鳳烈覇（きしんばくほうれっぱ）」。
NRX-666 サイコ・ガンダム・インフェルノ
ムカサ・カツヒロが使用する「HGUC サイコガンダム」の改造機。もともと装甲の厚い機体にオリジナルの追加装甲を施し、圧倒的な防御力を有する。さらに装甲の各部に多数のハイ・メガ・キャノンを内蔵しており、一斉砲撃であらゆる敵を薙ぎ払う。頭部とその直下のコアユニットは「サイコロガンダム」として分離可能で、正面の一の目部分には奇襲用のハイ・メガ・キャノンが内蔵されている。
RGM-79E 初期型ジム
ユウセイとのガンプラサッカーバトルでクサカ・ハルカが使用するガンプラ。「HGUC ジム改」をベースに、『機動戦士ガンダム第08小隊』に登場する初期型ジムの形状を再現している。
GX-9911-DXS ガンダムダブルエックス ストリーム
セイラ・マスオが使用する「HGAW ガンダムダブルエックス」の改造機。名称の「ストリーム」は「エクストリーム(EXTREME)」が由来。バックパックを計12枚のリフレクターを備えた大型タイプに改造し、主砲のツインサテライトキャノンもより高威力の「ギガサテライトキャノン」に強化されている。サテライトキャノン砲身は接近戦用のシュベルトゲベールにも換装可能で、それぞれ片方ずつの混成装備も可能となっている。両ひざには「HG ダブルオークアンタ」用のGNソードIVフルセイバーの小型ブレードを移植し、脛周りにも大型のブースターが追加されている。なお、このDXストリームは二代目で、過去にマスオが大会優勝時に使用していた旧1/144キットベースの初代機が別に存在する。
LM312V04IKO グリーンVダッシュガンダム
イコがマスオとのバトルで使用する「HGUC ヴィクトリーガンダム」の改造機。原典作品のシュラク隊にリスペクトを感じたイコによって、彼女たちの乗機であるガンイージ、ガンブラスターと同じライトグリーンベースのカラーリングに塗装されている。背中のオーバーハングキャノンと携行火器のビームスマートガンは、旧1/144キットの物を現行キット用に改造して取り付けている。
AMX-102IKO ラベンダーズサ
フジガンプラバトル大会の女性部門でイコが使用する「HGUC ズサ」の改造機。機体名どおりのラベンダーカラーと、頭部を完全に覆うかわいらしいウサギのようなヘルメットが特徴。両腕は「HGUC アッガイ」のパーツが移植され、先端部が肉球のように塗り分けられている。見た目に反して武装は凶悪で、ズサ本体のミサイルランチャーに加え、背部ブースターにビームキャノン内蔵のアメイジングウェポンバインダー2基を増設している。
MBF-02SR ストライクローザ
女性限定ガンプラバトル大会でJUN美が使用する「HGCE ストライクルージュ」の改造機。女性機体繋がりで「1/144 ライジングガンダム」と「HGFC ノーベルガンダム」のパーツで強化されている。
PMX-000SS メッサーラSSカスタム
ショウタが「フジガンプラバトル大会」決勝戦で使用する「HGUC メッサーラ」の改造機。従来のMS、MA形態に加え、MA形態から手足を展開した中間形態「ディノファウストモード」への三段変形が可能。MA形態よりも推進力は劣るが、手足が自在に使えることで白兵戦にも対応可能となっている。機体表面には、高いビーム耐性を持つ特殊メタリック塗装が施されている。
背部ブースター内蔵のビームキャノンは砲塔が独立可動式となり、MS形態での命中精度が向上している。腕部クローはフレームを伸長することで打突にも使用できるほか、表面に施された特殊コーティングによって敵のビームサーベルを受け止めたり、中央に内蔵されたビームキャノンでゼロ距離射撃を行うことができる。
PMX-666 ジュピタリアンβ
ムカサが「フジガンプラバトル大会」決勝戦で使用する「HGUC ジ・O」の改造機。過去にムカサが大会優勝時に使用していた機体をベースに、ユウセイに敗北した経験を反映した総合能力の強化が図られている。大小多数のスラスターを備えたバックパックと、スカートアーマー裏に接続された2本のシュツルムブースターで機動性を強化。両肩のスラスター先端にサブアームが追加され、通常の腕部にフロントスカート内蔵の隠し腕を合わせた合計6本の腕を持つ。武装は複数のパーツを組み合わせたアサルトライフル、Ζガンダムのビーム・ライフル、ガブスレイのフェダーイン・ライフル、ジム・カスタムのジム・ライフル、原典機と同じビーム・ソード4基を装備。各部の腕を展開することで、これらを同時に使用することができる。ムカサの長所である高い防御力も健在で、胸部中央に内蔵されたIフィールドジェネレーターによってさらなる鉄壁を得ている。
MBF-M1 M1アストレイ
ムカサが「フジガンプラバトル大会」決勝戦で使用する「SEED HG M1アストレイ」の改造機。『SEED ASTRAY』シリーズの登場人物「ジャン・キャリー」のパーソナルカラーを模したシルバーとダークグレーに塗装され、各部にディテールが追加されている。アヴァランチエクシアと同様に各部を軽量化しているが、手足など攻撃を受けやすい部分は強固に作られている。

## ガンダムビルドファイターズ炎トライ
テレビ本編の『GBF-T』と連動して展開される、『GBF-炎』の続編。『HJ』2014年12月号より連載開始。『炎トライ』の正式表記は、「炎」の字を3つ重ねた組文字「焱」となっている。シナリオ・構成、挿絵イラスト、メカニックデザインは前作から続投するほか、前作でウイングゼロ炎のデザインを手がけた海老川兼武も本格的に参加している。『GBF-炎』から数年後が舞台で、新たな主人公「ソウマ・ツバサ」を中心に物語は進行する。

### 『GBF-炎T』の登場人物
ソウマ・ツバサ
主人公。清炎学園高校1年生。父親の影響で幼少からガンプラを作っていたが、小学生時代に開催されていた第7回ガンプラバトル世界大会でのセイ・レイジ組、そしてフジガンプラフェスティバル決勝戦でのユウセイの活躍に憧れ、ファイターを志す。堅実かつ計画的な性格で、数々の大会を制覇した実績をもって四代目メイジン・カワグチを襲名し、そこから世界大会を3連覇して殿堂入りするという壮大な人生設計を立てている。その手始めとして、憧れのユウセイが顧問を務めている清炎学園のガンプラ部に入部する。当初はチームメンバーが集まらず、大会出場すらもままならなかったが、やがてコウエン・ユウカとムトウ・ダイチをメンバーに引き入れることに成功し、彼らとともにチーム「炎トライ」を結成する。
コウエン・ユウカ
ユウセイの年下の従妹で、清炎学園の生徒。ファイターとビルダーの両方で高い実力を持つが、ガンプラ部には入らず華道部に所属している。ユウセイに対してあまりいい感情を持っておらず、親戚であることを恥じている。一方でユウセイの作ったゼロ炎の強さと美しさに魅かれており、その復活に対しては「恋する乙女」と評される表情を見せる。ツバサやダイチのネーミングセンスの悪さに呆れ、彼らのガンプラの名付け親となる。
ムトウ・ダイチ
SD系のガンプラを好む坊主頭の少年。無自覚にSDを軽んじる発言をしたツバサと一時険悪となるが、バトルを通じて和解し、第4グループチームのメンバーとなる。実は華道部部長のエマ・リオンと付き合っており、ツバサからは「リア充」と呼ばれ嫉妬されている。
キヤマ・アユ
陣風学園チーム「レイジングウインド」のメンバーで、大型ガンプラを好む凄腕女性モデラー。ダイチとは知り合い同士で、自身の従兄弟を通じてユウセイとも面識がある。
マキマ・キョウヤ
清炎学園ガンプラバトル部第3グループチーム「貴公子の薔薇」のリーダー。ビルダーとしては原作の設定に準拠した手堅い作風が特徴で、作品としての目新しさはないものの、外観や可動範囲といった基本工作のレベルは非常に高い。当初は尊敬するユウセイの第4グループに入りたかったが、そのユウセイ本人の薦めで、仕方なく第3グループに所属する。学内代表戦でツバサたち第4グループと対戦するが惜敗。ツバサたちの戦いぶりを見て、自身の作風が第4グループの自由な作風に合わないと看破したユウセイが第3グループを薦めた真意を理解する。
サラーム、マツオー、ガー
清炎学園ガンプラバトル部第2グループチーム「astFaige（アーストファイジ）」のメンバーたち。それぞれの親や親戚がユウセイに敗北した過去を持ち、第4グループとのバトルでは、復讐を兼ねてユウセイとその愛機であるゼロ炎の参戦を要求する。バトルではツバサとダイチを優れた連携で圧倒するが、遅参したユウセイの実力の前に逆転負けを喫する。
ヒジカタ・エイガ
清炎学園ガンプラバトル部第1グループチーム「リアルエイジ」のリーダーで、実質的にガンプラバトル部全体の頂点に立つ人物。
カサイ・アキラ
「レイジングウインド」のチームリーダー。180センチの長身に逆立てた髪型という威圧的な風貌だが、正々堂々とした戦いを信条とする好漢。数々の模型コンテストで入賞した経験を持ち、その実力に惚れ込んだショウタのスカウトを受けて陣風学園に入学した。以降はショウタを師と仰ぎ、彼の技術とバトルスタイルを体得する。
ムサカ・シオン
「レイジングウインド」のメンバーで、ムサカ・カツヒロの息子。父から受け継いだ高い防御技術を持ち、1年生にしてレギュラーの座をつかむ。
ススキ・マサキ
ユウセイの知人の元プロモデラーで、現在は引退して実家の果樹園を継いでいる。現役時代はさまざまな作品を手掛けていたが、中でもSD系ガンプラを得意としていたことから「レジェンドSDビルダー」の異名を持つ。引退後も趣味として模型製作を続けており、当時の実力は健在。ユウセイの依頼を受けて、「ガンプラ関ヶ原バトル」に挑む「炎トライ」の特訓を行う。名前と人物像のモデルはプロモデラーの鈴木政貴。
アネガオオジ・リンジー
ガンプラ学園高等部の2年生として、海外から留学してきたハーフの少女。「ソレスタルスフィア」に次ぐ学園のセカンドチーム「ラピスラズリ」を率いる。実力は非常に高いが、勝ち気で自信過剰な性格から、学園内ではトラブルメーカーとして敬遠されている。学園のエースであるキジマ・ウィルフリッドを一方的にライバル視しており、彼の愛機であるトランジェントを参考に製作した「トランジェントガンダムグレイシャー」を愛機とする。
アオイ・ユンタ
「ラピスラズリ」に所属する高等部1年生。ファイターとしては比較的凡庸ながらも、それを補って余りあるほどの高いビルダー能力を持つ。
ガブリエル・ギッシュ
ニールセン・ラボの技術者で、抜群のプロポーションを持つスペイン人女性。リンジーが追い出したメンバーの代理として「ラピスラズリ」に加入する。リカルド・フェリーニの熱烈なファンで、その想いが高じて彼の愛機であるフェニーチェのレプリカを改造して愛機としている。

### 『GBF-炎T』の登場ガンプラ
ZGMF-X10Afe フリーダムガンダムフェーダー
ソウマ・ツバサが使用する「RG フリーダムガンダム」の改造機。ツバサからは単に「俺のフリーダム」と呼ばれていたが、そのネーミングセンスを酷評したユウカから「翼（ツバサ）」の仏訳「フェーダー」を付け加え「フリーダムガンダムフェーダー」と名付けられる
一見すると紅白のツートンに塗り替えただけの機体だが、部分部分に後継機である「RG ストライクフリーダムガンダム」のパーツが使用されている。各部のパーツをそれぞれフリーダムベース、ストライクフリーダムベースのものに換装することで機体特性を変化させることができ、たとえば頭部、両肩がストライクフリーダムベース、胴体がフリーダムベースの場合は汎用攻撃タイプとなる。疑似的な炎システムも搭載しており、発動時はストライクフリーダムベースの肩アーマーが一部展開して強制排熱を行う。
基本武装はカラーリングを除きほぼフリーダムと同じだが、ウイングに収納されたバラエーナ・プラズマ収束ビーム砲はそれ自体が推進ユニットとしても機能し、シールド裏にはオプション用のマルチウェポンラックが設けられている。
XXXG-00W0FF ウイングガンダムゼロフレイムフェーダー
フリーダムFに次ぐツバサの新たな愛機。ユウセイから渡されたゼロ炎の設計図をもとに、ツバサ独自の改良を加えて製作された。全体的な外観はゼロ炎をほぼ複製しているが、頭部アンテナやフェイス形状が変更され、両翼に新開発の大剣「フェザーブレイド」を二振り装備している。機体名の「フレイムフェーダー(FF)」は、フリーダムFと同じくユウカによって命名される。
フェザーブレイドは特殊な樹脂を磨き出して製作されており、メイングリップと大型刃1枚、峰部分に取り付けられた小羽状の刃3枚で構成されている。小羽はそれぞれが小刀「フェザーナイフ」、グリップ部分は別途用意した小型刃を取り付けることで「フェザーグレイブ」、大型刃2枚の峰を合わせて取り付けることで両刃剣の「フェザーバスターソード」となる。各刀身には特殊な樹脂が使用されており、バスターソードモードでも片手であつかえるほど薄く軽量な造りとなっている。
XXXG-00W0CVF ウイングガンダムゼロ炎弐（ウイングガンダムゼロほのおツー）
ニールセン・ラボ製の新型バトルシステム対応に改修されたフレイムフェーダー。名称はユウセイが「ゼロ炎の後継機」という意味を込めて名付ける。
塗装やブレードアンテナの形状が変更され、ニールセン・ラボがフェザーブレイドの取り回しを改良した「カレトヴルッフフェーダー」を装備する。カレトヴルッフフェーダーは、ライフルモードとソードモードへの変形機構を有するほか、プラフスキー粒子の特殊反応を応用したクリアブルーの特殊樹脂で成型されており、ビルダーやファイターの思い入れによって性能が大きく変化する。
SVMS-01 ユニオンフラッグ
コウエン・ユウカが使用する「HG ユニオンフラッグ」の改造機。本来は鑑賞用のアーティスティック・ガンプラとして製作されたが、バトルにも充分耐える完成度を持つ。
SVMS-01FF フラッグフレア
ユウカが「ガンプラ関ヶ原バトル」に向けて製作した「HG オーバーフラッグ」の改造機。「オーバーフラッグスにジンクスはなくGNドライヴを搭載した改造フラッグが登場していたら」というオリジナル設定に基づいて製作されている。「フレア」の名称どおり、機体色は燃えさかる炎をイメージした赤に塗装されている。背部エンジンの主翼は4枚に増設され、飛行時にはX状に展開する。新規武装として、「HG ブレイヴ」の「ドレイクハウリング」をベースに、剣としての機能を追加した「GNビームライフルフレア」を装備する。
巨山の斎胡（きょざんのサイコ）
キヤマ・アユが使用する「HGUC サイコガンダム」の改造機。『SD戦国伝 風林火山編』に登場する「巨山の斎胡」のリアル体型版として製作され、斎胡のサポートキャラクターであるバイソンを模した四足歩行形態「武者バイソン」への変形が可能となっている。
ZGMF-X09Ad ジャスティスガンダムダッシュ
ムトウ・ダイチが使用する「SDガンダムBB戦士 ジャスティスガンダム」の改造機。当初は単に「ジャスティス」と呼ばれるが、ダイチの猪突猛進ぶりを揶揄したユウカによって「ダッシュ」の名が付記される。
形状的には通常のジャスティスと変わらないが、ファトゥム-00をはじめ大部分のパーツを「RG ジャスティスガンダム」から移植することで、SDとしては破格の可動範囲を得ている。オリジナル要素として、シールド側面に「HG インフィニットジャスティスガンダム」のビームブーメランを移植し、装着した状態で奇襲用のビームサーベルとしても使用できる。さらに両肩ビームブーメランにも砲身を追加し、ドラグーンとしての機能を追加している。
MSZ-008CV ΖII炎（ゼッツーほのお）
コウエン・ユウセイが使用する「HGUC ΖII」の改造機。ハイパーΖ炎の発展機として製作され、頭部のヘッドギアや炎システム対応のダクトを増設している。背部に「HG セイバーガンダム」のバックパックを移植することで、原典機にはない大気圏内での飛行能力を有している。
武装は、ロングビームサーベル発生機能に加え、砲身自体にプラフスキー粒子を纏わせることでバスターソードとしても使用可能な「メガビームライフル炎」、セイバーから流用された「M106 アムフォルタスプラズマ収束ビーム砲」と「MA-7B スーパーフォルティスビーム砲」各2門、原典機からの流用装備であるビームサーベル2基。
MS-14Aaf ゲルググ
「astFaige」の3名が使用する「HGUC ゲルググ」の改造機。両肩と足首は「HGUC ゲルググJ」からの流用で、それぞれ別の機体から流用した左腕を取り付けている。「HGUC ロト」のパーツを3分割して製作したバックパックを背負っており、このパーツ同士を合体させることで、1機のロトとして使用することも可能。ロト本体も改良が加えられ、脚部のキャタピラは機動性を重視したバーニアブロックに変更されている。
サラーム機
指揮官機。左腕が「HGUC ジュアッグ」の3連装ロケットランチャーに換装され、支援砲撃に威力を発揮する。ランチャーは実体弾と拡散ビーム砲の2種類を打ち分けることができる。バックパックはそのままロトのバックパックとなる。
マツオー機
左腕が「HGUC ハイ・ゴッグ」のフレキシブルアームに換装され、このアームの柔軟性と高い機動性を活かしたかく乱戦法を得意とする。高機動化の代償として装甲が薄くなっている。バックパックはロトの上半身と砲塔で構成されている。
ガー機
左腕が「HGUC ゾゴッグ」のアームパンチユニットに換装され、これとヒート剣、ビーム・ナギナタを駆使した近接格闘を得意とする。マツオー機とは逆に装甲を厚くした結果、機動性はやや劣る。バックパックはロトの下半身で構成されている。

RX-0[VXS] ユニコーンガンダム極（ユニコーンガンダムきわみ）
マスタージャパンが使用する「HGUC ユニコーンガンダム」の改造機で、ゴッドガンダム極を含めマスターが自信作とする5機のガンプラの1機を再改造した機体。正式名称は「ユニコーンガンダム アルミラージュ」だが、「VXSガンプラ」の常連客からはゴッドガンダム極にちなんで「ユニコーンガンダム極」の通称で呼ばれている。「アルミラージュ」とは、ユニコーンガンダムのモチーフとなったタペストリー『貴婦人とユニコーン』に描かれたウサギから転じて、『イスラームの詩』に登場する一本角のウサギの神獣「アルミラージ」から採られている。また、マスター本人が卯年生まれであることにも由来している。
最大の特徴は全身に配置されたオリジナルサイコフレーム兵装「アームド・アーマーVXS」で、通常の増加装甲としての機能のほかに、内蔵されたブースターによって機動性の向上が図られている。
ZGMF-2000S/HMC グフ ルフトヴァッフェ
カサイ・アキラが使用する「HG グフイグナイテッド」の改造機。グフの長所である機動性・近接格闘能力をさらに高めた機体で、口部ダクトと動力パイプを排した独特の頭部形状を持つ。背部には、尾翼を含めた計6枚のウイングを持つ兵装モジュール「タクティカルアームドギア」を装着。左右のメインウイングには、「HG ストライクノワール」から流用した「フラガラッハ3ビームブレイド」を収納している。追加武装として、「HG ジンクスIII」から流用したGNランス、シールド裏面に設置された大型ガトリング砲、両腕のビームガン上部に「HG デスティニーガンダム」のビームシールド「ソリドゥス フルゴール」を装備する。
MT-05J ヒルドルブ・ヴィルデザウ
ムサカ・シオンが使用する「EXモデル ヒルドルブ」の改造機。従来のタンク形態とモビル形態に加え、下半身の無限軌道を脚部とした完全な人型への変形機構を持ち、近接戦闘時の機動性が向上している。父、カツヒロの異名であった「鉄壁」の防御力と高い砲撃力も健在。
超機動殺駆将軍（ちょうきどうザクしょうぐん）
ススキ・マサキの使用ガンプラ。「レジェンドBB 殺駆頭」をベースにBB戦士シリーズの「闇将軍」「闇皇帝」「若殺駆頭」などのパーツを組み合わせた「殺駆闇将軍（ザクやみしょうぐん）」と、「メガサイズモデル シャア専用ザクII」をベースに「RE/100 ナイチンゲール」や「HGUC ハイゴッグ」、「SD三国伝シリーズ」のキットを組み合わせた大型支援メカ「機動字音城（きどうじおんじょう）」で構成される。機動字音城は「黒魔神闇皇帝」に似た怪物の姿をしており、上部に殺駆闇将軍を騎乗させた「機動字音闇邪神（きどうじおんやみじゃしん）」、内部に殺駆闇将軍を収納したリアル人型形態「超機動殺駆将軍」の2形態に変形する。
GN-10000 トランジェントガンダムグレイシャー
アネガオオジ・リンジーが、キジマ・ウィルフリッドへの対抗心から製作したトランジェントのカスタム機。ダークブルーの機体色と有機的な形状を持つ紫色の粒子貯蔵用クリアパーツが外見の特徴。クリアパーツ内部のプラフスキー粒子は絶対零度に近い超低温状態で保管され、「グレイシャー（氷河）」の名のとおりに冷凍系の攻撃を得意とする。その性能はオリジナルのトランジェントを凌ぐとリンジーは語るが、実際に両機を対戦させたことはないため真相は不明。専用武装として、腕に直接装着したり、長短の槍に分割可能な「GNパルチザンII」二振りを装備する。「炎トライ」とのチーム戦では、双刃のランス状に改修したカレトヴルッフフェーダーを装備する。
侍ノ参 戦国アストレイ頑駄無［蒼］
アオイ・ユンタが、ヤジマ・ニルスの戦国アストレイ頑駄無をリスペクトして製作した機体。カラーリングを青に変更した以外はオリジナル機とほぼ同仕様だが、背部に「HG ガンダムアストレイ ブルーフレームセカンドL」のタクティカルアームズを装着している。当初はフェイス部分にオリジナル機と同じ増加装甲を装着していたが、後期型では取り外されている。
XXXG-01Wfa ウイングガンダムフェニーチェアスール
ガブリエル・ギッシュが、リカルド・フェリーニのウイングガンダムフェニーチェをリスペクトして製作した機体。原典のウイングガンダムに近い青基調のトリコロールに塗装され、ガブリエルの操縦の癖に合わせてオリジナルフェニーチェを左右反転させた形状を持つ。武装はオリジナルフェニーチェと同様のものに加え、大型ビームマント「ビームムレーター」を展開可能なシールドを装備する。

## ガンダムビルドファイターズD（ドキュメント） / A（アメイジング） / AR（アメイジングレディ） / AT（アメイジングトライ）
『ガンダムビルドファイターズD』(GBF-D) は『電撃ホビーマガジン』で連載された模型作例を使用したフォトストーリー。『ガンダムビルドファイターズA』(GBF-A) は『ガンダムエース』で連載された『GBF-D』の漫画版。『ガンダムビルドファイターズAR』(GBF-AR)は、『GBF-A』の直接の続編として『GA』2016年3月号から連載される。また、ガンダムエース増刊等に掲載された短編が『ガンダムビルドファイターズAT』(GBF-AT)として単行本化されている。
『GBF-D』のキャラクターデザインと挿絵、および『GBF-A』『GBF-AR』の作画担当は、かつて『電撃ホビーマガジン』で『模型戦士ガンプラビルダーズD』の作画を担当していた今ノ夜きよし。
テレビ本編の登場人物ユウキ・タツヤを主人公に、テレビ本編第1作から10年前の「小学生編」、ロンドンを舞台とする「中学生編」、本編でも触れられているガンプラ塾時代の出来事「ガンプラ塾」編、『GBF-AR』ではテレビ第1作の1年前である「第6回ガンプラバトル世界大会編」および第1作の1年後である「第8回ガンプラバトル世界大会編」と、年代ごとに分けたエピソードを描く。

### 『GBF-D』『GBF-A』『GBF-AR』の登場人物
ユウキ・タツヤ
主人公。小学生編では7歳。養父の跡を継ぐために勉強漬けの生活を送っており、アニメやホビーとは無縁だったが、同い年の少年サツキ・トオルとの交流をきっかけにガンプラバトルにのめり込んでいく。当時から真面目で利発な子供だったが、この時点ではテレビ本編ほどの性格の豹変ぶりは見られない。
中学生編では父の言いつけでロンドンに留学。同時にガンプラに触れることを禁止されていたが、脳内でバトルや製作プランを練ったり、世話係のヤナに製作のアドバイスをするなど完全に決別するには至っていない。ヤナの計らいでタケシのバトルを目撃したことがきっかけで、ガンプラへの情熱が再燃。自らもタケシと手合わせをするうちに、テレビ本編での熱い性格や髪をかき上げる癖を見せるようになる。のちにタケシの説得によって父親からのガンプラ禁止令も解かれ、二代目メイジン・カワグチが主宰するガンプラ塾への入塾を勧められる。
サツキ・トオル
タツヤが夏休みに訪れた避暑地の屋敷で出会った少年。父親が高名な不動産業経営者であり、その財力もあって屋敷の地下室には7面式の大型バトルシステムが設置されている。以前は友人たちとバトルを楽しんでいたが、やがて一般庶民との交流を疎ましく思った父親によって彼らと引き離され、鬱屈した日々を送っていた。そんな中で出会ったタツヤにガンプラ製作とバトル技術を教え、やがて無二の親友となる。友情の証として、オリジナルのガンプラ用武装「マーキュリーレヴ」をタツヤに託す。夏休み中はタツヤとバトルに明け暮れていたが、休み終盤に経営危機に陥っていた父の会社が倒産。屋敷を差し押さえられる直前にタツヤと最後のバトルを行い、再会を約束し屋敷を去る。
クラモチ・ヤナ
ユウキ家に仕える侍女（メイド）で、タツヤの世話係。178センチメートルの長身で、眼鏡をかけた巨乳美女。全身全力が信条の明るい性格だが、何かとやかましくオーバーアクション気味。父親が多忙で独りがちなタツヤを気に掛け、ことあるごとに自慢の胸で抱きしめ癒そうとするが、当のタツヤからは適当にあしらわれる。アニメやガンダムといったサブカルチャーの知識もある。
中学生編ではタツヤとともにロンドンに移住。タツヤの父から息子がガンプラに触れないように監視するよう命じられるが、自らがタツヤにガンプラ製作を教えてもらうことで、命令を守りつつタツヤが完全にガンプラから離れないように配慮する。タツヤがガンプラ塾に入塾後は、自らも塾の食堂でアルバイトを始める。
アーロン・アッカーソン
中学生編に登場するイギリス人大学生。地元でいち早くガンプラバトルを始めたため、周囲から尊敬されていた。しかし次第に名声に驕り、自分がバトルのルールと思うまでに独善的な人間になっていった。当時イギリスを訪れていたタケシとのバトルに完敗し、プライドを打ち砕かれる。祖国の小説である『ウォーターシップ・ダウンのうさぎたち』のファンであり、その登場キャラクターをモチーフにした『A.O.Z』シリーズのガンプラを好んで使用する。
イオリ・タケシ
テレビ本編第一作からの登場人物で、中学生編に登場。当時から世界大会の準優勝者として注目を集め、招待された各国でエキシビジョンバトルを行っていた。自身とアーロンとのバトルを観戦していたタツヤと邂逅し、彼とのバトルを展開する。このバトルでタツヤをガンプラの未来を担う逸材と認め、ガンプラ塾への入塾を条件に、タツヤのガンプラ禁止令が解けるよう尽力する。
ジョン・エアーズ・マッケンジー
テレビ本編第一作からの登場人物で、中学生編最終回に登場。当時からタケシと親交があり、彼とともにタツヤの実家の会社が製造している塗料の愛好者であることが語られる。ガンプラの持つ表と裏を教えるべく、孫のジュリアンをライバルである二代目メイジンのガンプラ塾に預ける。
ジュリアン・マッケンジー
テレビ本編第一作からの登場人物で、ガンプラ塾編より登場。作中では二代目メイジンへの不信からガンプラ塾を去る顛末が語られる。テレビ本編の第6回大会では急病を装った祖父ジョンの代打として世界大会に出場するが、第8回では予選でジョンを倒して正式なイギリス代表となる。準決勝の相手であるセカンドGの正体が二代目であると確信し、自分が二代目に教わり残したことと、逆に自分が伝え残したことをぶつけるために、これまでの自分と自分に流れるマッケンジー家の血の力を込めた新型機「ガンダムM91」で挑む。
カースティ・バースティン
ガンプラ塾に所属する女子塾生。入塾初日の新入生をバトルで試すという塾の慣例により、入塾して間もないタツヤにバトルを挑む。
エレオノーラ・マクガバン
ガンプラ塾の講師。名前や容姿は女性的だが、実はれっきとした男性。塾生たちからは「エレ男（エレお）」と陰口を言われている。二代目メイジンに心酔しており、徹底した弱肉強食の指導方針を貫いている。過去ばかり見ていては強くなれないという考えから、入塾初日のタツヤから思い出の詰まったνヴレイブを没収する。二代目メイジンの計らいでνヴレイブ返却を賭けたバトルを行い、圧倒的実力でタツヤを下す。タツヤからは、本気を出した時のタケシを想起させたほどの実力だと評される。
アラン・アダムス
テレビ本編からの登場人物で、ビルダー専攻としてガンプラ塾の三期生に名を連ねている。タツヤをメイジンの名を継ぐにふさわしいファイターと見込み、自身のパートナーに指名する。
コシナ・カイラ
ガンプラ塾三期生のAクラスに所属する少女で、二代目メイジンに見出された凄腕ファイター。トオルがタツヤと出会う前に遊んでいたガンプラ仲間であり、トオルが不幸となった原因がタツヤにあると考え、彼に激しい憎悪を向ける。貧しい家庭の生まれで、親との不仲から家にも帰らず、賭けガンプラバトルで生計を立てていた。ビルダーとしては完全な素人であり、バトルではトオルのストライクをろくな補修のないまま使い回していた。タツヤに敗北したあとは、タツヤやアランの教えを受けつつ自らガンプラ製作を行うようになる。食事を振る舞うヤナを「姐さん」と呼び慕うようになる。バトルトーナメントでエレオに敗北。ガンプラ塾を脱退させられるが、ヤナの配慮により食堂のアルバイトとしてガンプラ塾に戻ってくる。
アスメ・シンゴ、ミシマ・サキ（に似た人物）
ガンプラ塾の演習バトルでタツヤやジュリアンに挑む男女のコンビ。作中では明言されていないが、その容姿や性格は『GPB』の外伝作品『模型戦士ガンプラビルダーズD (GPB-D)』の主人公アスメ・シンゴとミシマ・サキそのもの。当初はそれぞれ個人のファイターとして活動していたが、男の方が女を手伝ううちにそのまま専属ビルダーとなった経緯を持つ。彼らのガンプラは派手で独創的な改造を施されたものが多い。
キヨタカ・フォン・アヴェーヌ
オレンジ色のモヒカンヘアーが特徴のいかついガンプラ塾生。その容姿から「ガンプラ塾のモヒカン」とあだ名されているが、見た目に似合わずかわいらしい作品も作る。
アキヤマ・レマ
PPSE社からタツヤのもとに派遣された女性ファイター。タツヤから次期メイジンの座を奪おうとバトルを挑むが敗北する。当初はライダースーツ姿にフルフェイスメットで顔を隠し、「X」という偽名を名乗るが、敗北後は自身の本名が書かれた名刺をタツヤに渡す。勝利を至上とする二代目に近い思想の持ち主だが、やがてタツヤの思い描くメイジン像にも共感するようになり、その証としてメットの下の素顔をタツヤに見せる。
ソメヤ・ショウキ
元・ガンプラ塾関係者を中心とした強豪ファイターにバトルを仕掛けている凄腕辻ファイター。自分のガンプラを強化するために倒したガンプラのパーツを奪うことから、「パーツハンター」の異名で呼ばれる。パーツを奪うためなら手段を選ばず、バトルに応じない者は直接的な暴力で屈服させる凶悪な男。かつてはストリートダンサーとして活動していたが、なかなか上達しない自身の才能に限界を感じ、所属していたダンスチームを辞めた。そのなかで、気まぐれに始めたガンプラバトルで地区大会の強豪を破ったことがきっかけで、自身が持つガンプラバトルの才能を自覚する。以降はガンプラバトルの天才を自称し、メイジンをも超える最強ファイターの座を狙っている。ビルダーしての技量は未熟であるため、それを補うためにガンプラのパーツを奪うことを「努力」と誤認し執着している。ガンプラそのものへの愛着は皆無であり、勝利のためには自機のパーツを犠牲にした戦法も平然と行う。ガンプラ塾内でも実力者だったカースティやエレオノーラすらも捻り潰し、タツヤにも魔の手を伸ばす。しかしタツヤとのガンプラに対する考え方の違いや機体バランスを無視したパーツ構築による欠点を見抜かれ一度は敗北するも、直前により強いガンプラとパーツを求めるべく、タツヤのHi-νガンダムヴレイブからアメイジングレヴを強奪していた。その後、修復したシャッフルガンダムを用いて二代目メイジンにバトルを挑むも惨敗。しかし、その勝利をがむしゃらに求むる姿勢を彼に認められ、アランの制作したHi-νガンダムインフラックスを与えられ、これにアメイジングレヴを装備し再びタツヤに挑むが、アメイジングレヴの性能を発揮することができずに再度敗北し、レヴを奪還される。だが、タツヤに度重なる敗北を喫しながらも諦める事はせず、二代目メイジンから彼の最高傑作であるカテドラルガンダムを与えられ、再起を狙う。
XX（ダブルエックス）
パーツハンター騒動の渦中に、レマがフランスから連れてきたメイジン候補のひとり。「XX」は偽名で、本名は不明。
カルロス・カイザー
テレビ本編第一作の登場人物で、『GBF-AR』に登場。世界大会のフィンランド代表で、第6回大会優勝者。大型MAを駆使した殲滅戦を得意とするが、複数のMSを同時に操作したり、第6回大会ではMS同士の一騎打ちでタツヤに勝利するなど、純粋なファイターとしての実力も一流。ガンプラ以外にもさまざまなジャンルの模型を製作しており、そのいずれもが一級の完成度をもつ。世界大会期間中の拠点となる豪華な別荘を日本に建てており、内部は製作した模型が整然と並べられた美術館のようになっている。
テレビ本編の第7回大会予選でアイラ・ユルキアイネンに惨敗するが、その真相は、「ネメシス」から「娘（プリンセス）の手術に必要なドナーを提供する」という八百長を示唆する提案をされたことで動揺し、ファイターとしての誇りと娘の命の板挟みで本来の実力を発揮できなかったことが語られる。第6回大会ではタツヤの実力を認めつつも余裕で勝利する。第8回大会では、準決勝で切り札のカイラスギリー要塞を投じてタツヤとの総力戦に臨むが、わずかにおよばず敗れる。
プリンセス
カイザーの娘で、第6回世界大会では父とともに訪日する。大会に参加していたタツヤの実力に興味を持ち、のちに交流を持つ。まだ数の少ない女性ファイターの地位向上を願っており、父の教えの下でみずからもファイター・ビルダーとして研鑽を続けている。第8回世界大会時には、2機のガンプラを手動で同時操縦するという離れ業を身に付けるまでに成長する。
レディ
第8回世界大会予選の関東選抜大会に出場する少女ファイターで、のちのレディ・カワグチ。エントリー名の「レディ」は偽名で、本名は不明。タツヤが気圧されるほどの熱い闘志とガンプラ愛の持ち主で、自分が認めた強者との戦いを常に求めている。大会で富や名声を得ることにはまったく興味がなく、関東選抜に出場したのも新型バトルシステムの性能を確かめるためで、ある程度勝ち進んだ時点で突如会場から姿を消す。バトルを観戦していたタツヤの目に留まり、このときに初めての邂逅を果たす。
マスク・ド・セカンドG（マスク・ド・セカンド ジェネレーション）
第8回世界大会に出場する仮面姿のファイター。本名や経歴のすべてが謎に包まれているが、その言動と勝利第一主義の思想は二代目メイジン・カワグチを想起させる。地方予選では対戦相手全員を10秒以内で下し、圧倒的な強さで本選出場を決める。
レナート兄弟（マリオ・レナート、フリオ・レナート）
テレビ本編第一作の登場人物で、『GBF-AR』に登場。世界大会のアルゼンチン代表。第7回大会で敗れたタツヤへのリベンジに燃えている。第8回大会では決勝トーナメント1回戦でいきなりタツヤと対戦し、最後まで大接戦を演じるも惜敗する。
ルワン・ダラーラ
テレビ本編第一作の登場人物で、『GBF-AR』に登場。世界大会のタイ代表。元野球選手という経歴をもち、アスリートとしての経験を活かした緻密な戦略家としても知られる。第8回大会決勝トーナメント2回戦でタツヤと対戦し、壮絶な超々高機動戦の末に敗れる。
パトリック・マネキン
第8回世界大会アイルランド代表。キャラクターのモデルは『機動戦士ガンダム00』に登場する同姓同名の人物（旧姓「コーラサワー」）で、試合の応援に来ている妻（大佐）も同様。第6回大会から3年連続でベスト16以上に進出している実力者で、大胆かつ派手なバトルスタイルが特徴
。しかし、運任せで実力以上の戦法に走ることがあり、あっけなく敗退することも多い。自信過剰で自己顕示欲が強い性格だが、コミカルで間の抜けた面もある。妻子に対して熱烈な愛情を注いでおり、人目をはばからずその愛を叫ぶ。

### 『GBF-D』『GBF-A』『GBF-AR』の登場ガンプラ
RX-93V νガンダムヴレイブ（ニューガンダムヴレイブ）
ユウキ・タツヤが使用する「HGUC νガンダム」の改造機で、タツヤのガンプラデビュー作。Hi-νガンダムに似た白と青紫のカラーリングが特徴。「νガンダムの完成型を目指して製造されたが、現状のフレーム構造では予定した能力を発揮できず封印された幻の機体」という設定で製作された。完成当初は、タツヤが本体の作り込みに熱中するあまり肝心のフィン・ファンネルの製作を忘れられていたが、もともとオールレンジ兵器がタツヤの性に合わなかったことからそのまま装備を見送られる。
代替武装として、トオルから託された「マーキュリーレヴ」を両腕に装備している。マーキュリーレヴは遠距離戦闘用ガンユニニトと近距離戦闘用ソードユニットの2種類があり、ガンユニットにはガトリングガン、ロケットランチャー、ショットガン、ロングレンジライフルの4種類、ソードユニットにはレイピア1と2、ビームサーベル、アーミーナイフ、ブレード、ノコギリの6種類の武装が内蔵されている。この装備はトオルが実家の財力で金型から作らせた一品であり、10個分のランナーを成型した時点で金型が壊れたため、再生産が利かない希少品となっている。
RX-93V リアルタイプνガンダムヴレイブ
トオルとの夏休み最後のバトル用に改修を加えた姿。トオルに比べ経験と独創性に劣っていたタツヤが、ジャンルの異なるスケールモデルを組むことでプラモデルの基礎や歴史を一から学び、結果向上した技術を応用することで機体の完成度を高めている。全体の仕上げはカーモデル、ウェザリング（汚し）は戦車模型、パネルラインなどのディティールには航空機モデルの技法がそれぞれ取り入れられている。また、本来のキットにはない全身の内部フレームまで自作で再現されており、外装を排除することで機体を大幅に軽量化することができる。
RX-93-ν2V Hi-νガンダムヴレイブ（ハイニューガンダムヴレイブ）
エレオノーラにνヴレイブを没収されたタツヤが、ガンプラ塾で学んだ技術を基に製作した「HGUC Hi-νガンダム」の改造機。ほとんどカラーリングのみの変更だったνヴレイブとは逆に、カラーリングはオリジナルに準じつつも、パーツ単位での形状変更が行われている。さらに、νヴレイブでは省略されていたフィン・ファンネルが標準装備されているなど、戦闘スタイルの拡大も図られている。新武装として、右腕の格闘用クロー、機動性強化を兼ねているスラスター内蔵のシールドブースター、バックパック下部のプロペラントタンク用コネクタに接続された2基のビームサーベル内蔵型ブレードを追加装備している。バックパックとシールドブースターは、鳥型サポートメカ「ヴレイブブースター」に分離・変形する。
RX-93-ν2VA Hi-νガンダムヴレイブアメイジングA&D
トオルが考案したマーキュリーレヴの発展型「アメイジングレヴ」を装着した最強形態。アメイジングレヴは「A（アメジスト）」と「D（ダイヤモンド）」の2種類が存在し、片方または両方をブースター兼ビーム砲として背部に装着したり、手持ちのシールドとして携行することもできる。さらにヴレイブブースターと同じく、各レヴが鳥型メカに分離・変形可能。マーキュリーレヴと同じく、ほかのガンプラにも装着可能な高い汎用性を持つ。
ZGMF-X10A-A アメイジングストライクフリーダムガンダム
タツヤが第8回世界大会用に製作した「HGCE ストライクフリーダムガンダム」の改造機。略称は「ASF」。製作にはパートナーのアラン・アダムスが関与しており、機体名はトオルによって名づけられた。歴代のタツヤの愛機であるHi-νヴレイブ、ケンプファーアメイジング、ガンダムアメイジングエクシアの要素を融合させた機体で、背部にはスーパードラグーン機動兵装ウイングの配置を大胆に変更した「ドラグーンウェポンバインダー」を装着している。高速移動時の粒子抵抗を極限まで減らしつつ、バインダーの可動域を活かすことで機動性を高めている。さらに、このバインダーはさまざまな武装の装着運用も想定しており、あらゆる戦場で最大限の性能を発揮することができる。
武装は、スーパードラグーンの改良型「ヴレイブドラグーン」を左右に2基装着したビームライフル、原典機のビームライフルを背部砲塔に改造したビームキャノン2門、原典機と同型の腰部レールガン2門、ヴレイブドラグーンを2基装着したメインウイング兼用の「ドラグーンシールド」2枚、バインダー下部に直接装着されたヴレイブドラグーン2基。原典機と同様、マルチロックオンシステムによる一斉射撃が可能で、一点集中射撃と広域射撃を自在に切り替えることもできる。
RMS-116HV ホビーハイザックヴレイブ
エレオノーラにνヴレイブを没収されたタツヤが、ほかの塾生たちとの1対32のバトルで使用する代替機。原典作品のホビーハイザックと同様に武装を持たず、徒手格闘や敵の武器を奪って使用する戦法を採る。
MS-06R-AAB ザクアメイジングマリンタイプ
軽装型の「ザクアメイジングライトアーマー」と、サポートメカの「アメイジングアクアブースター」が合体して完成する水陸両用機。第6回世界大会第3ピリオドの川下りレースに投入され、ブースター上部にザクを搭乗させた状態でエントリーする。
GAT-X105 ストライクガンダム
サツキ・トオルが使用する「SEED HG エールストライクガンダム」の改造機。プロポーション修正や可動範囲の向上が図られているほか、トオルが考案したオリジナルのストライカーパックを使い分ける。のちにトオルからカイラに託される。
サテライトストライクガンダム
「HGAW ガンダムダブルエックス」のバックパックで製作した「サテライトストライカー」を装着した姿。フリーダムガンダムのバラエーナ プラズマ収束ビーム砲をダブルエックスのツインサテライトキャノンで再現するというコンセプトで製作され、「専用衛星型デュートリオンビーム送電システム」という、サテライトキャノンのエネルギー供給システムを『SEED DESTINY』の世界観に置き換えた設定が付記されている。
セブンソードストライクガンダム
ダブルオーガンダム セブンソード/Gの武装を流用した格闘戦仕様。
ドラゴンハングストライクガンダム
アルトロンガンダム（EW版）のドラゴンハングを背部に移植した姿。
エンジェルストライクガンダム
「EXモデル アークエンジェル」の後部ブロックを装着した姿。アークエンジェルのキット自体は通常のガンプラよりもスケールの小さい700分の1サイズだが、それでもストライク本体の数倍の大きさがある。両腕にはマーキュリーレヴを装備している。

ガンダムヘイズルチーフテン
アーロン・アッカーソンの使用する「HGUC ガンダムTR-1［アドバンスド・ヘイズル］」の改造機。スコットランド国旗をイメージした白と赤のカラーリングが特徴で、「チーフテン」は「族長」を意味する。「HGUC ギャプランTR-5［フライルー］」のパーツを主体に組み込み、機動性を重点的に強化している。武装はフライルーのロングライフルの銃身を切り詰めたビームライフルと、同じくロングライフルの一部を組み込んだ右肩の「キャノンブースター」、取り外して手持ちの打突武器となる左肩の「スパイクブースター」、ヘイズルのシールドブースターとフライルーの腰アーマーを組み合わせた背部の「スーパーシールドブースター」」。
RX-78GP02AD ガンダム試作2号機サイサリスセンチュリオン
アーロンがタツヤとのバトルで使用する「HGUC ガンダム試作2号機サイサリス」の改造機。ティターンズ風の濃紺のカラーリングが特徴で、「センチュリオン」は「百人隊長」の意味を持つ。TRシリーズの機体を中心としたパーツを組み込み、各部を左右非対称の形状に修整している。特徴であるフレキシブル・スラスター・バインダーは左肩のみに3基分を接続して設置し、中央のバインダーには防御用のIフィールドジェネレーターを埋め込んでいる。核弾頭射出用ののアトミックバズーカは、砲身を内蔵するラジエーターシールドが撤去されたため、基部と砲身をヒンジで接続した折り畳み式に変更。核弾頭使用後の通常戦闘も考慮し、右肩にプリムローズのビームキャノン、携行武装としてヘイズル用のビームライフル2挺を装備する。
ZGMF-X222Nya ニャイアガンダム
クラモチ・ヤナがタツヤの助言を受けて製作した「HG ガイアガンダム」の改造機。「かわいらしい姿で敵の戦意を喪失させる」というヤナの脳内設定が反映されており、猫を模した大きめの頭部を持つ四足歩行形態に変形する。主武装は、シールドに3本のクローを取り付けた右腕の「ニャンクロー」。後述のニャイアレオーネの完成後は、狙撃用のランチャーモードと斬撃用のソードモードに変形可能な魚型マルチウェポン「フィニッシュ・フィッシュ」を新たに装備。MS形態時は腰に懸架されるほか、MA形態時に口にくわえて携行することもできる。
ZGMF-X1100L ニャイアガンダムレオーネ
ニャイアの発展型。当初はニャイアを直接改造する予定だったが、Hi-νヴレイブとザクアメイジングの2機を使うタツヤへの密かな対抗心から、別個の機体として新造された。金色のライオンをモチーフとした外観を持つ機体で、型式番号の「1100」は「百獣 (110) の王（O=0）」を意味する。変形機構などはニャイアを踏襲しつつも、本格的なバトルを想定した改造が各所に加えられている。MA形態の頭部周囲に展開する4枚のたてがみパーツは、分離後にドラグーンとして操作可能。
ZGMF-X88S ガイアガンダム［アヌビス］
ニャイアガンダムのデビュー戦の相手。赤の塗装部分が青に塗り替えられた以外は通常のガイアと変わらない。
GN-003D ガンダムキュリオスD＋GNR-001K GNアームズカスタム
カースティ・バースティンが使用する「HG ガンダムキュリオス」、および「HG GNアームズ」の改造機。原典作品では登場しないキュリオスとGNアームズの合体形態が実際に登場していたら、というオリジナル設定に基づき製作された。最大の特徴はGNアームズ下部の大型クローアームをキュリオス側の脚部として移植している点で、合体したままで飛行形態に変形することも可能となっている。
FA-78-13 フルアーマーガンダム7号機B●●ST
エレオノーラ・マクガバンが使用する「HGUC フルアーマー・ガンダム7号機」の改造機。下半身に「HGUC ギャプラン」のブースターを2基接続することで、圧倒的な加速性能を発揮する。このブースターは分離して両手足に装着することで、格闘戦に特化した「ビーストモード」となる。機体名の「B●●ST」は、「BOOST（ブースト）」と「BEAST（ビースト）」のどちらにもなることを暗示している。
GPB-X80DE ビギニングエボリューション
アスメ・シンゴとミシマ・サキが使用する「HG ビギニングDガンダム」の改造機。高機動を誇るジュリアンのF91イマジンを仮想敵に設定しており、「HG ガンダムハルート」や「HG ガンダムTR-1［ヘイズル］」などのパーツを組み込むことで、高速飛行形態への変形と多彩な重火器の装備が可能となっている。
MBF-C01 コマンドアストレイガンダム
コシナ・カイラが使用する「HG ガンダムアストレイグリーンフレーム」の改造機。ファイター専攻だったカイラが、タツヤとアランの協力のもとに自ら完成させる初のガンプラでもある。背部に増設されたウェポンラックにナイフ、ハンドガン、ライフル、バズーカを各2基ずつを装備し、距離を問わないオールラウンドな戦闘を展開する。つま先と踵には地表走行用のローラーが追加され、重装備にもかかわらず高い機動性を発揮する。各部のパーツや武装ごとに遠隔操作機能が備わっており、ダメージを装ってこれらをバトルフィールド上にばらまき、多方向から敵を一斉攻撃するゲリラ戦術を可能としている。
ゾックIII（ゾックさん）
キヨタカ・フォン・アヴェーヌが使用する「HGUC ゾック」の改造機。河童をモチーフとした愛らしい外見を持ち、前部がつぶらな目、後部が柄の悪い逆三角形の目で表情分けされているのが特徴。内部には赤いSDサイズのゾックがマトリョーシカのごとく格納されており、その外見で敵を油断させ、中のSDゾックで仕留めるという奇襲戦法を得意としている。
GN-004-P ガンダムナドレ パルティータ
エレオノーラが塾内対抗バトルトーナメントで使用する「HG ガンダムナドレ」の改造機。濃紫のアクセントカラーが特徴で、最低限の武装のみを施した軽量機に仕上がっている。「パルティータ」とは「変奏曲」「組曲」を意味し、主旋律であるナドレを最低限の武装で変奏し、相手の機体と組曲を奏でるような本気のバトルを行うという意味が込められている。原典機と同様にトランザムシステムを搭載しており、圧倒的機動性で敵を殲滅する。背部には「HG ガンダムヴァーチェ」のGNキャノン2門をバックパックごと装着し、手持ちのGNビームライフルは巨大なビーム鎌への変形機能が追加されている。
ジオサザビー
Xが使用する「HGUC サザビー」と「HGUC ジ・O」のミキシング機。「サザビーの開発データを得た木星圏の技術者が、ジ・Oの設計を基に開発した」という独自設定を基に製作され、ナイチンゲールを思わせる2基の背部バインダーと装甲を施した高機動形態「サザビーモード」、機体の前後を反転させてバインダー内部の砲身を展開した砲撃形態「ジ・Oモード」へと瞬時に変形する。
クロスボーンリボーンガンダム
タツヤを勧誘に来た某企業の男が使用する「HGUC クロスボーン・ガンダムX1」の改造機。機体は歴戦を経て使い込まれており、赤基調のカラーリングに破損した右脚に仕込まれたガトリング砲が最大の特徴。設定上の系列機であるガンダムF91のMEPEも再現可能であり、作動中は機動性が大幅に上昇する。
RX-124 ガンダムTR-1[ヘイズルアレニエ]
XXが使用する「HGUC ガンダムTR-1[アドバンスド・ヘイズル]」の改造機。「アレニエ」はフランス語で蜘蛛を意味し、機体の四肢と、両肩に追加された「HGUC バイアラン・カスタム」の腕を合わせた計8本の手足を持つことにちなんで名づけられた。追加アームは柔軟な関節構造を持ち、ほとんどの物理攻撃の衝撃を吸収しつつ受け止めることができる。後部のアームは、同じくバイアラン・カスタムから流用したプロペラントブースターに換装することもできる。追加アームの肩部分には1基ずつシールドブースターが設置され、背部中央の1基、本体側の両腕に装備した2基を合わせた最大7基のシールドブースターを装着可能。4本の追加アームは専用のコネクトパーツと組み合わせることで、4足歩行式の支援メカとなる。
シャッフルガンダム
ソメヤ・ショウキの使用ガンプラ。ベース機はショウキのガンプラバトルデビュー戦で使用された「HGUC ユニコーンガンダム2号機バンシィ」だが、負かしたファイターから奪ったパーツを無秩序に取り付けていくうちに、原型が判別できないほどに変貌していく。個々のパーツの性能とショウキ自身の操縦技術で無敵に近い強さを発揮するが、各パーツ同士の相性をまったく考慮していないため、機体バランスは劣悪である。タツヤとの初戦では、この弱点を突かれて敗北する。
RX-93ν-2I Hi-νガンダムインフラックス
アラン・アダムスが製作した「HGUC Hi-νガンダム」の改造機。アランのガンプラ塾生としての最高傑作であり、パートナーであるタツヤのために製作された機体である。機体仕様もタツヤのHi-νヴレイブを参考にしており、頭部の一部およびバックパックの形状、カラーリングが暖色系の濃淡グレーに変更されている以外はHi-νヴレイブとほぼ同型機となっている。バックパックには、コマンドアストレイのウェポンバインダーを発展させた「インフラックスウェポンバインダー」を2基装備。火器の収納ケースとしての機能に加え、Hi-νヴレイブ以上の機動性を生み出す強化ブースターにもなる。Hi-νヴレイブと共通規格の機体であるため、アメイジングレヴとの合体・運用も可能。
二代目メイジンの指示でショウキに与えられ、タツヤとの再戦に使用されるが、再度敗北する。
RX-93ν-2INT Hi-νガンダムインフラックスNT
『GBF-AR』に登場。バックパックをHi-νヴレイブと同型のフィン・ファンネルユニットに換装した姿。機体本体の完成度も高められている。
NK-13 カテドラルガンダム
病魔に冒された二代目メイジン・カワグチが、すべての技術を投じて完成させたガンプラ。カテドラルは「聖堂」を意味する。タツヤに敗れたHi-νインフラックスに次ぐ機体として、ショウキに与えられる。操作するファイターの技能を極限まで引き出すためにあえてシンプルな装備構成を採用しており、ファイターの適正に合わせた変幻自在の戦闘スタイルを展開できる。のちに機体は後述のガンダムシュバルツリッター、『GBF-T』に登場するディナイアルガンダムと、次第に格闘戦向けに強化されていくが、それもこの基本仕様の恩恵によるものである。
武装は、出力と連射性能を任意で調節可能な「ビームバスターライフル」、刀身長を調節可能な「ビームロングダガー」2基、内蔵されたタンク内の粒子で敵のビームを拡散可能な小型シールド。バックパックを取り外して全武装を装着することで、高濃度圧縮粒子を撃ち出す弓状の射撃武装「クレッセントムーンボウ」、および単体の支援メカ「カテドラルブースター」となる。
NK-13SR ガンダムシュバルツリッター
マスク・ド・セカンドGが第8回世界大会で使用するカテドラルの改造機。機体名はドイツ語で「黒騎士」を意味する。その名のとおり黒地に金のアクセントカラーが特徴で、頭部にはツインアイを覆う戦闘データ解析用のゴーグルをもつ。カテドラルから射撃武装を排除し、格闘戦のみに特化した高機動機として調整されている。カテドラル自体の完成度の高さもあって圧倒的な戦闘能力を発揮する反面、操縦には高い技量と判断力が求められる。
武装は背部ウイングを兼ねた片刃の大型剣「フリューゲルメッサー」と、メッサーの柄も兼ねた腰背部の小型剣「ヴィントドルヒ」。メッサーは二振りを合体させることで巨大な両刃剣「フリューゲルシュヴェルト」となり、プラフスキー粒子を刀身全体にまとわせることで高い切断力を発揮する。ヴィントドルヒ単体での使用時は、微細なプラスチック片を混合した流体金属製の刀身を形成し、ビームサーベルをよりも多彩な運用が可能となっている。
XM-X2J クロスボーン・ガンダムX2 ジュリア
『GBF-AR』に登場。第6回世界大会でジョン・エアーズ・マッケンジーが使用する「HGUC クロスボーン・ガンダムX2」の改造機。白磁のような純白の塗装に、装飾付きの赤いマントという中世の騎士のような出で立ちを持つ。第3ピリオドの川下り（ダウンストリーム）レースでは、サポートメカのノッセルに搭乗する。
RGE-G2100A クランシェ☆アスタ
『GBF-AR』に登場。プリンセスが父・カイザーの協力を受けて製作した、「HG クランシェ・カスタム」の改造機。「アスタ」は「星のように明るい」を意味する。主武装のドッズライフルに鳥の頭部を模したパーツを取り付けており、これを機首としたオカメインコのような飛行形態に変形する。
DIアダガ・オーディン
『GBF-AR』に登場。第6回世界大会でのグレコ・ローガンの使用ガンプラ。通常時は素体の「DIアダガ」にガイアシルエットを装着して運用されるが、四足歩行形態からさらにデスティニーRシルエットを追加装着することで、高い突進力を備えた「猛牛（ブル）モード」となる。機体名のオーディンは北欧神話の主神の名で、猛牛モードが愛馬「スレイプニール」に跨ったオーディンを連想することから名付けられた。
世界大会ベスト8を掛けてフェリーニのフェニーチェと対戦し、大会史上初のVアタック延長戦までもつれ込む激闘の末惜敗する。
BN-876β ホットスクランブルガンダム
『GBF-AR』に登場。タツヤがニルスの依頼を受けて製作したスクランブルガンダムの兄弟機。スクランブルガンダムが新型バトルシステムのテスト用に安定性と性能を重視しているのに対し、こちらはタツヤのビルダーとしての遊び心が反映された「楽しいガンプラ」の手本のような仕様となっている。スクランブルガンダムと同じく飛行形態への変形機構を持つが、背部ウイングユニットは6基のフィン・ファンネルに換装されている。携行武装として、νガンダムに似た大型ビームライフルとシールドを装備。ビームライフルは、周囲にフィン・ファンネルを合体させることで強力なメガ粒子砲となる。
GSX-40100 ルナゲイザーガンダム
『GBF-AR』に登場。レディ・カワグチが使用する「HGUC 百式(REVIVE)」の改造機。レディが第8回世界大会予選で使用していたスターゲイザーの意匠と機能を反映させた機体で、背部にはヴォワチュール・リュミエールの機能を移植した可変式ウイングを持つ。軽量かつ高強度のムーバブル・フレームを持つ百式を素体としたことで、より高速戦闘に特化した機体となり、ヴォワチュール・リュミエール展開時は紅の彗星に迫る加速性・機動性を発揮する。新型バトルシステムの完成後は、これに対応した再調整が施される。
AXオベロン、AXティターニア
『GBF-AR』に登場。プリンセスの使用ガンプラ。「AX」とは「ガンダムエアマスターとガンダムダブルエックス」の略で、両機のパーツを混ぜ合わせた夫婦機体として組み上げられている。「オベロン」と「タイターニア」も、ウィリアム・シェークスピア作の喜劇『真夏の夜の夢』に登場する「妖精王オベロン」と、その妻である「妖精妃タイターニア」から採られている。
オベロンはエアマスターの特性が強い高機動機、タイターニアはダブルエックスの特性が強い砲撃機として調整され、2機による連携攻撃で最大の戦力を発揮する。メインボディがエアマスターであるタイターニアは高速形態への変形機構を持ち、この状態ではオベロンに匹敵する機動性を発揮する。さらに2機が合体することで、大出力のサテライトキャノン「サマーナイトドリーム（真夏の夜の夢）」が使用可能となる。
LM314V21/I-Fb V2ガンダムイマジンフルバーニアン
『GBF-AR』に登場。第8世界大会でジュリアン・マッケンジーが使用する「HGUC V2ガンダム」の改造機。背部のミノフスキードライブユニットが4基に増設され、姿勢制御用のサブスラスターや長期行動用のプロペラントタンクも追加装備されている。F91イマジンの後継機という位置付けからカラーリングが赤基調に変更され、両腰には同じくF91から流用したヴェスバーが装着されている。ベスト4決定戦でパトリックのアクセルレイトジンクスに予想外の苦戦を強いられたことで機体特性をさらし過ぎたため、準決勝では後継機のM91に役目を譲る。
機体デザインは、ジュリアン役の声優を務めた本郷奏多が自ら製作した機体がそのまま流用されている。
AGE-2GH ガンダムAGE-2ゲイジングハウンド
『GBF-AR』に登場。第8世界大会でマスク・ド・セカンドGが使用する「HG ガンダムAGE-2ダークハウンド」の改造機。「HG ガンダムAGE-1スパロー」のパーツを組み込んだミキシング作品で、戦闘中に敵機から奪ったパーツで自機を修復・強化する「ゲイジング」という特殊能力を持つ。のちに大会の進行中に完成したシュバルツリッターに主力の座を譲る。
機体デザインは、「ガンダムビルドファイターズA-R／D-R オリジナルモビルスーツ選手権」のグランプリ受賞作品がそのまま流用されている。
KUMA-PP パパッガイ
『GBF-AR』に登場。コウサカ・ユウマが製作した「HG ベアッガイII」の改造機。カミキ・ミライが製作したママッガイの夫役をイメージしており、左耳のシルクハットと口ひげ、ネクタイ、ステッキといった紳士風の意匠をもつ。ユウマの技術力の高さもあって、バトルでも高い性能を発揮する。
すーぱーふみな アクシズエンジェルVer．
『GBF-AR』に登場。サカイ・ミナトが製作したすーぱーふみなのバリエーション機。天使をイメージした4枚の「コンシェンスウイング」と、キュベレイのアイコンをもつ露出度の高いコスチュームが特徴。やはりフミナ本人の許可は取っていない。ウイングは敵のビームを自機のプラフスキー粒子に変換するアブソーブシステムと、蓄積した粒子を解放するディスチャージシステムの機能をあわせもち、粒子の一挙に放出させての高速移動や、ハート形の高出力ビームを撃ち出す攻撃手段としても使用できる。武装は、専用のロックアップロッドと接続することで格闘用のステッキとしても使用可能なファンネルと、両肩に収納されたビームサーベル2基。
RX-139BAN ハンブラビスバン
ルワン・ダラーラが第8回世界大会で使用する「HGUC ハンブラビ」の改造機。「スバン」は「神鳥」を意味する。第7回大会で使用していたアビゴルバインがレナート兄弟に敗北した経験から、パワーよりもスピードを重視した高機動機として製作されている。各部の装甲は軽量化のために多数の肉抜き穴が穿たれている。MAへの変形機構も健在で、左右のウイングバインダーを前進翼とすることで、紅の彗星モード時のASFと互角の機動性を発揮する。頭部は原典機の胴体一体型から独立可動式に改められているが、これは複数のモノアイを使うよりも、ルワン自身の動体視力と運動神経のほうがすばやく反応できるという判断によるものである。
武装は原典機と同じものに加え、ウイングバインダー自体を格闘武装に転用した「ウイングトマホーク」を新規に装備する。トマホークは、蓄積した粒子を放出しながら対象を粉砕する投擲技「神鳥投斧（セェーン・クワーン）」の使用が可能
メカニックデザインは石垣純哉が担当。
GNX-803ACC アクセルレイトジンクス
パトリック・マネキンが使用するジンクスIVの改造機。「アクセルレイト」は「加速」を意味する。最大の特徴は両足首に装着された「GNスキー」で、バトルフィールドの地形や構造物、敵のビームなどを構成するあらゆる粒子に干渉し、雪上を滑るような高速移動を可能としている。両肩への装着も可能で、より変則的な機動が可能となる。機体各部も高速戦闘用に最適化されており、肩部の姿勢制御用スタビライザーや整流効果を高めた装甲形状を採用している。
武装は、裏面に2基のビームサーベルを懸架した右腕の「シールドサーベル」、遠距離用のロングバレルライフルを内蔵した左腕の「シールドライフル」、頭部のGNバルカン2門、腰部の大型GNバルカン2門。
RGM-89GM ゴーストジェガンM / RGM-89GF ゴーストジェガンF
レナート兄弟が第8回世界大会で使用する「HGUC ジェガンD型」の改造機。「メティキュラス（きわめて注意深い）」を意味する「M」の名をもつ緑色の野戦仕様と、「フィアレス（恐れ知らず）」を意味する「F」の名をもつシャドウカラーの隠密仕様の2種類が製作された。
MとFの名は、両機に装備された頭部バイザーの違いに由来し、Mは受動的に状況を察知するパッシブセンサー、Fは能動的に状況を察知するアクティブセンサーを内蔵している。これらを利用して、Mは確実に敵を見定める静的な「受け」の戦術を、Fは積極的に敵を補足する動的な「攻め」の戦術を得意としている。上半身の装甲形状にも違いがあり、Mは胸部中心を重点的に強化したクロス状構造を、Fは敵との直接戦闘を想定し両肩にも装甲面積を広げた構造を採用している。さらに、第7回大会で使用していたジムスナイパーK9の「EXAMシステム」にならった特殊システム「ナイトロシステム」を搭載しており、発動時は原典作品と同様に各駆動部に青い発火現象が起こる。原典作品でのナイトロはパイロット自身の能力を高めるシステムのため、類似する「エンボディシステム」と同様にガンプラバトルのレギュレーション違反にあたるが、両機に搭載されたシステムはエンボディとはまったく異なるアプローチで再現されている。
独自の武装として、バックパック上部のスラスターブームを貫通して懸架される大型ヒートナイフ二振りを装備。これは直接攻撃だけでなく、ブービートラップ作成用の材料加工にも使用される。そのほかの武装は、使い勝手を重視した兄弟の主義により、改造前と共通の装備を適宜使い分ける。さらに、バックパックはジムスナイパーK9用の「K9ドッグパック」にも換装可能で、肩部マウントラッチが露出したMの場合は、ジェガンD型用の肩部オプションの装着も可能となっている。
カイラスギリー
第8回世界大会準決勝でのカルロス・カイザーの使用ガンプラ。『機動戦士Vガンダム』に登場する宇宙要塞カイラスギリーを全長約9メートルの1/144スケールで再現した超大作で、ガンプラバトル用機体としても最大級のサイズをもつ。外見だけでなく内外のギミックも完璧に再現されており、ビルケナウやリグ・シャッコーなどといった艦載機も大量に配備されている。
M91 ガンダムM91
ジュリアンが第8回世界大会準決勝で使用する「HGUC ガンダムF91」の改造機。機体名の「M」は「マッケンジー」の略で、「F91イマジン（過去の自分）にV2イマジン（現在の自分）の想いを込め、自分に流れるマッケンジー家の血を力としたまったく新しい機体」という意味が込められている。
外装は原典機の面影を残しつつも聖騎士のような華美な姿となり、過去のジュリアン機と同様の赤基調で塗装されている。F91イマジンからの得意技であるバックジェットストリームも健在で、V2イマジンの高速性能を加えたことでさらに磨きがかけられている。
武装は、原典機のビームランチャーに鉄の穂先とビームシールド内蔵のスモールシールドを組み合わせた「Mランス」、Mランスの刺突速度を高めるための補助機構とバルカン砲3門を内蔵した左腕の「ブースターガントレット」、V2のミノフスキードライブの機能を付与した推進器兼用の専用ヴェスバー2基、両腰に装着された原典機純正のヴェスバー2基、同じく原典機純正のビームライフル。Mランスの穂先にはマッケンジー家の家宝である騎士の鉄細工（フィギュア）の槍が転用されており、先端に電撃を発生して敵の粒子フィールドを弱体化したり、ドリルのように回転させて貫通力を高めることができる。槍ゆえに攻撃が直線的で読まれやすいという欠点はあるが、バックジェットストリームによる無数の分身で敵を包囲することでこれを克服している。4門のヴェスバーによるフルバースト射撃も強力で、嵐のような速射で敵を攻め立てる。
GAT-X105/TG トールストライクガンダムグリッター
トオルがM91との模擬バトルで使用する「HGCE エールストライクガンダム」の改造機。「トール」は「大げさ」「大変」にトオルの名前をかけたダブルミーニングで、「グリッター」は「輝き」を意味する。
トオル自身は複数の機体のパーツを用いたオリジナル機の製作を得意としているが、本機ではタツヤにならい、機能強化に絞った改修に注力している。背部に装着された「トールストライカー」は、外見こそエールストライカーの色違いだが、内部を作りこむことで性能を飛躍的に高めている
武装は、銃口下部にビームサーベルを内蔵した短銃型のショートピストル2挺、頭部左右のバルカン砲2門、トールストライカー側に装備された原典機純正のビームサーベル2基。さらにM91とのバトルでは未使用の、3枚のスタビライザーを備えた遠隔操作型支援機「グリッターレヴ」を両肩に装着可能。これはタツヤとの共同で作成された武装で、2機がかりでのパワーゲートやバリアの展開に加え、使い手の技量とセンスに応じた多彩な戦術を展開できる。また、従来のレヴ系ユニットと同様にほかの多くの機体にも適合可能な汎用性をもつ。

## ガンダムビルドファイターズ プラモダイバー キット&ビルト
『コロコロコミック』にて連載。作画は河本けもん。タイトルにある「プラモダイバー」とは、ガンプラの中に潜りこんだかのように自由自在に動かせる感覚を持っているガンプラファイターのことを指す。

### 『プラモダイバー』の登場人物
天神キット（てんじん キット）
主人公。遊びの天才と呼ばれ、学校では右に出る者がいないと言われている。偶然幽霊のビルトと出会い、なかば強引にガンプラ大会に出場することになる。
もともと遊びのセンスが高いため、初戦でもトップクラスの実力を持つガンマのガンプラを下すほどのテクニックを持っている。最初はやる気がなかったが、ガンプラバトルを重ねるたびにバトルに興味を持っていく。
館山ビルト（たてやま ビルト）
もう1人の主人公。ガンプラバトルではかなりの実力を持つビルダーだが、大会会場に行く途中に事故に巻き込まれ、幽体離脱を起こす。幽霊の自分が見えるキットにオリジナルガンプラ「ビルトワイバーンガンダム」を託し、ガンプラ大会に出場するように頼む。
ガンプラの操縦・製作ともにトップクラスで、30秒のメンテナンスタイム内でガンプラをカスタムできる実力を持っており、幽霊となってからはキットに憑依して組み立てを行う。
烈風ガンマ（れっぷう ガンマ）
ビルトが出場するはずだったガンプラジュニア世界大会の優勝者。自身がガンプラバトルを志すきっかけを作った人物でもあるビルトを生涯のライバルと認めており、負けたときにもキットに対してはライバルと認めなかったが、2度目の試合で負けてもあきらめないキットの心意気に触れ、次第に彼をライバルとして意識していく。
ガルボ
謎のプロゲーマー集団「チームパラダイス」所属のガンプラファイター。
カチコミの政（カチコミのまさ）
ガンプラバトルG地区大会準優勝の実力を持つファイター。ビルトのガンプラ仲間でもあり、昏睡状態のビルトを毎日見舞うほどの仲。

### 『プラモダイバー』の登場ガンプラ
ビルトワイバーンガンダム
ビルトが製作した「HG ビルドストライクガンダム」の改造機。「HGAC ウイングガンダム」のパーツが組み込まれている。
ストライカーパックの特性を生かしたパーツ換装や、キットの感性による技でガンプラバトルを勝ち抜いていく。また、ウイングの変形機能と自爆機能も併せ持っている。
最終話ではビルトが新たに製作したビルトワイバーンが登場し、キットのビルトワイバーンFWと決勝で対決する。
ビルトワイバーンガンダム改
ビルトワイバーンにビルドブースターMk-IIを背部に装着し、ウイングのバスターライフルとシールドを装備した形態。高速飛行形態に変形できる。
ビルトワイバーンガンダムT（タクティクス）
背部にガンダムアストレイ ブルーフレームセカンドのタクティカルアームズを装備した形態。
ビルトワイバーンガンダムMW（メタルウイング）
ビルトワイバーンにプラフスキーウイングを装着した高機動形態。ウイングはシールドとして使用することも可能。タクティカルアームズは引き続き使用する。
ビルトワイバーンガンダムFW（ファイナルウイング）
決勝戦で破損したビルトワイバーンに、HGACウイングガンダムゼロの肩パーツとスカートパーツの一部、HGFCゴッドガンダムの前腕パーツ、HGウイングゼロEWのウイングパーツを装着した形態。
ゴッドガンダム譲りの格闘戦で、ガンマのイージスエンペラーと互角以上の戦いを繰り広げる。

ザクエンペラー
ガンマが製作した高機動型ザクIIの改造機。全身にマシンガンやバズーカなどの武器を装着している。
それらの武器は取り外し可能で、第4話では全武装をはずしたうえ、さらに左腕をはずした状態でビルトワイバーンとの試合に挑む。
イージスガンダムエンペラー
イージスガンダム2体分のパーツ（イージス本体にイージスの手足パーツを装着している）を使用した決勝用ガンプラ。変形してエンペラークロウというMA形態になる。

ザク・ザ・ザク
ガルボが製作したスーパーカスタムザクF2000の改造機。アメイジングブースターのパーツを機体各部に装着しており、カスタムパーツのツインヒートソード（作中ではロングナギナタと呼称）を主武装とする。
ブッチギリアストレイ
カチコミの政が製作したガンダムアストレイ ゴールドフレーム天の改造機。メテオホッパーのバインダーと天のマガノイクタチを交換し、祭ウェポンでデコレートしている。
黒色に塗装したメテオホッパーに搭乗し、高速戦闘を行う。

## もっと!つくろう部っ!! 非公式?ビルドファイターズファンクラブ
バンダイホビーサイトで連載中。後に『GBF-T』の放送開始に伴い、「もっと!つくろう部っ!!とらいっ」にリニューアル。『GBF』の外伝作品の中では唯一の非公式作品で、本作での『GBF』および『GBF-T』は現実と同様にテレビアニメという設定となっている。作画は今ノ夜きよし。

### 『つくろう部』の登場人物
クロエ・モエリ
『GBF』を見てガンプラに興味を持った眼鏡の女子高生。模型製作はまったくの初心者だが、その情熱は人一倍強い。バンダイプロショップ「イオギ模型」でアルバイトとして働きつつ、腕を磨く。
ジンノモリ・リュウスケ
イオギ模型の常連客で、ガンプラ好きの熱血中学生。その熱意は脳内イメージのみでガンプラバトルを行えるほど高い。粗暴で落ち着きがなく、店で暴れるたびにモエリに叱られる。自分のことを「ドラゴン」と呼ぶ。
キクチ・マーナ
ガンプラ製作の英才教育を受けた謎の幼稚園女児。その知識は大人を凌駕するほどだが、幼さゆえに工具のあつかいには慣れておらず、実際の製作は苦手。
ビレイ・マサル
美形の高校生。模型製作歴は長く、技術力はモエリやリュウスケを凌ぐ。製作したガンプラを自画自賛するなどナルシストな面がある。
タイガ・トラノスケ
「とらいっ」から登場。アニメもガンプラも存在しない謎の田舎からやってきた熱血漢の野生児。『GBF』のアニメを見て、イオリ模型と間違えてイオギ模型を訪れる。田舎から連れてきた『GBF-T』に登場するガンプラによく似た動物が仲間。リュウスケをライバル視する。
ビルドねこ部長
「つくろう部っ」部長の肩書きを持つ野良猫。額にビルドストライクのアンテナに似た模様があることから、この名で呼ばれる。
店長
特徴的なサングラスを架けたイオギ模型の店長。『GBF』の大ファンであり、店を『GBF』劇中のイオリ模型そっくりに作り変えるほど。プロショップ店の店長ということもあり、本人の製作技術も名人級。

### 『つくろう部』の登場ガンプラ
ビルドアカツキガンダム
「SEED HG アカツキガンダム」に「HGBC ビルドブースター」を装着した改造機。オリジナル武装として、「SEED HG ガンダムアストレイ グリーンフレーム」に付属する「ツインソードライフル」に計10基のビームサーベル発生器を追加した「ハイドラショット」を装備する。カラーリングはホワイトグレーを基調としている。
ガンダムデュナメスアームアームズ
「HG ガンダムデュナメス」に「HGBC ガンプラバトルアームアームズ」のアーム、「HGカスタムウェポン」の他、新規のジョイントパーツで構成された改造機。ビルドアカツキ同様カラーリングはグレーを基調としている。

## HOBBY HOBBY イメージングビルダーズ
『GBF-T』本放送終了後、公式サイトで月に一度更新されている雑誌企画。「劇中に登場する架空のホビー雑誌『HOBBY HOBBY』に、劇中に登場する人物たちの製作したガンプラと解説記事が掲載される」という形式を採っている。